# Albrecht von Bernstorff (1890-1945)
Pour les articles homonymes, voir Albrecht von Bernstorff (homonymie) et Bernstorff.
Vous lisez un « bon article » labellisé en 2016.
Compléments
Résistant allemand au nazisme, assassiné par les nazis
Le comte Albrecht von Bernstorff (6 mars 1890, Berlin – 23 ou 24 avril 1945, id.) est un éminent diplomate allemand ayant résisté au nazisme. Appartenant aux membres les plus importants de la résistance dans le cadre du ministère des Affaires étrangères, il est l'une des principales figures de l'opposition libérale au nazisme.
De 1923 à 1933, il est affecté à l'ambassade d'Allemagne à Londres, notamment en tant que chargé d'affaires, où il rend des services durables en faveur des relations germano-britanniques ; il est particulièrement actif pour l'octroi des bourses Rhodes. Dès 1933, il est mis provisoirement à la retraite par les autorités nazies, en raison de son rejet du régime et de son idéologie. En 1940, il est emprisonné par les nazis qui le déportent au camp de concentration de Dachau, d'où il est relâché quelques mois plus tard. Jusqu'à sa nouvelle arrestation en 1943, il aide des Juifs pourchassés et fait partie du cercle Solf, un groupe de résistance libérale. Grâce à son amitié avec Adam von Trott zu Solz, Bernstorff noue des relations entre le cercle Solf et le cercle de Kreisau. En outre, grâce à ses contacts avec l'étranger, il peut établir des liens avec des milieux influents en faveur de la résistance allemande au nazisme.
Après une deuxième arrestation en juillet 1943, Bernstorff est incarcéré au quartier général de la Gestapo, puis en février 1944 au camp de concentration de Ravensbrück. En décembre 1944, il est transféré à la prison de la Lehrter Strasse, dans le quartier Moabit de Berlin, où la Gestapo l'interroge sous la torture. À la fin du mois d'avril 1945, il est assassiné par les SS.

## Origine

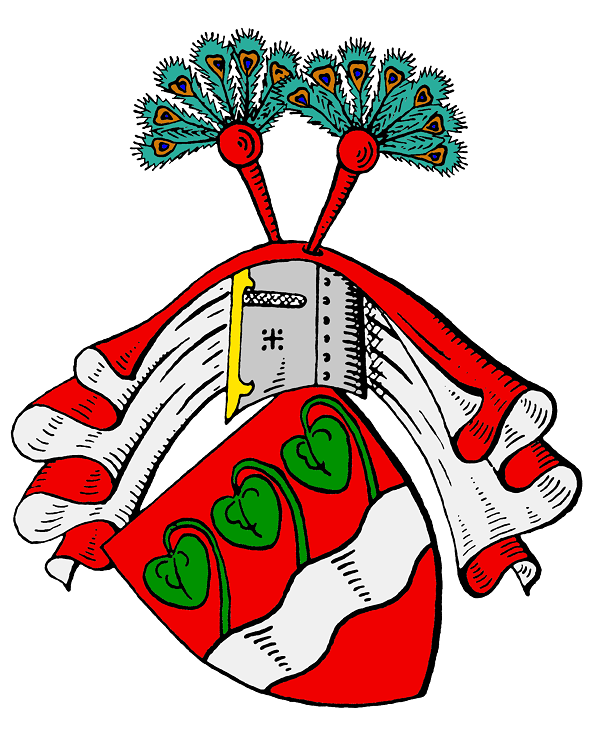
Armes des Bernstorff.

Le comte Albrecht Theodor Andreas von Bernstorff appartient à la famille von Bernstorff de vieille noblesse mecklembourgeoise. Cette famille fournit au fil des générations de nombreux hommes d'État et diplomates. Ils ont une importance spéciale au Danemark, où Johann Hartwig Ernst von Bernstorff, ministre d'État au XVIIIe siècle joue un grand rôle dans le développement des idées des Lumières dans le pays. En 1740, il acquiert l'île de Stintenbourg et le domaine de Bernstorff sur le lac Schaal, à la frontière entre le duché de Saxe-Lauenbourg et le grand-duché de Mecklembourg-Schwerin. Il est fait comte danois. À la fin du XVIIIe siècle, son neveu Andreas Peter von Bernstorff lui succède comme ministre des Affaires étrangères du Danemark. Si elle appartient à l'ancienne noblesse rurale, la famille Bernstorff ne fait pas partie des Junker aux idées très conservatrices, mais s'est toujours intéressée à l'étranger. La tradition diplomatique familiale lui donne une forme de cosmopolitisme unique, mêlée à une vision du monde plutôt libérale.
Son grand-père, qui s'appelle également Albrecht von Bernstorff (1809-1873), est un diplomate prussien. Il est ministre des Affaires étrangères de Prusse de 1861 à 1862. Son père, le comte Andreas von Bernstorff, est également un fonctionnaire prussien, et représente pour le parti conservateur allemand les intérêts de la circonscription de Lauenburg. Très religieux, il élève ses enfants dans l'esprit du piétisme et prend très au sérieux son rôle de patron ecclésiastique. Il participe à la fondation de l'Union chrétienne de jeunes gens et de la branche allemande de l'Alliance évangélique mondiale. En 1881, il épouse Augusta von Hottinger, issue de la famille patricienne zurichoise des Hottinguer, avec laquelle il n'a son premier enfant qu'après neuf ans de mariage.

## Enfance et jeunesse (1890-1909)

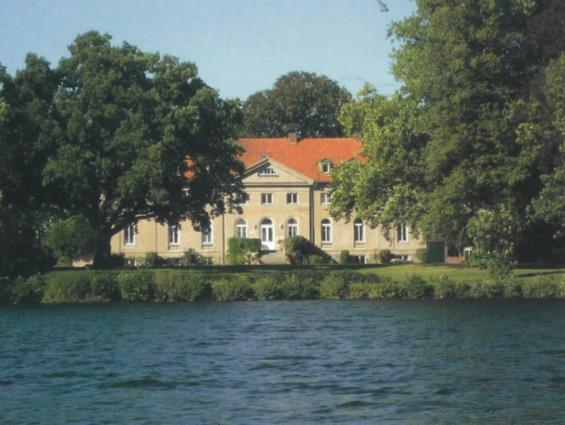
Stintenbourg – Siège de la famille et résidence du comte Albrecht von Bernstorff

Les lieux qui marquent l'enfance de Bernstorff sont Berlin et la résidence familiale de Stintenbourg. Il reçoit l'essentiel de sa formation scolaire à domicile avec des précepteurs. Bien que la ferme religiosité de son père rythme sa vie de tous les jours, Albrecht n'adopte pas ce trait de caractère : au lieu de ces mœurs rigoristes, il penche plutôt dès son jeune âge vers le libéralisme et la tolérance envers ceux qui ne partagent pas ses opinions. Le contraste avec la façon de vivre de son père renforce encore cette tendance, ce qui contribue à accroître les tensions entre père et fils. Par contre, il est très lié à sa mère. Ce n’est que peu avant la mort de cette dernière que des contrariétés surgissent dans ce rapport, alors que Bernstorff essaie de mener sa vie indépendamment de sa mère. Ses émotions témoignent de son lien très étroit à sa mère jusqu'alors.
Bernstorff passe sa jeunesse principalement à Berlin, ne fréquentant la résidence familiale de Stintenbourg que durant des séjours de vacances. En terminale, il complète sa formation par un bref séjour au Kaiserin-Augusta-Gymnasium de Berlin, où il passe son Abitur. Pendant sa scolarité, il porte un grand intérêt à l'apprentissage des langues étrangères, et surtout de l’anglais, qu'il parle couramment dès sa jeunesse. Quand son père meurt, en 1907, le comte Albrecht von Bernstorff devient chef de famille, et châtelain de Stintenbourg à seulement 17 ans, mais sous la tutelle de son oncle jusqu'à ses 25 ans. Après son Abitur, il entame des études en agriculture dans une propriété de la province de Brandebourg.

## Bourse Rhodes à Oxford (1909-1911)

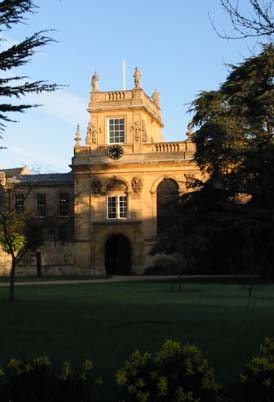
Trinity College (Oxford). Son séjour d'études à Oxford de 1909 à 1911 contribue décisivement à la formation du comte Albrecht von Bernstorff.

En 1909, Bernstorff apprend que sa candidature à une bourse Rhodes a été acceptée ; il abandonne ses études en agriculture, et s'inscrit le 8 octobre 1909 comme étudiant en économie politique au Trinity College. Ses résultats y sont majoritairement notés comme « eminent satisfactory » (remarquablement satisfaisants). Bernstorff utilise les possibilités exceptionnelles offertes par Oxford pour préparer le mieux possible une éventuelle carrière diplomatique. En 1911, il appartient aux fondateurs du Hanover Club, un club de débats germano-britannique, destiné à favoriser la compréhension mutuelle. Le premier débat concerne le thème des « Relations anglo-allemandes » ; il est dirigé par Bernstorff,. Parmi les boursiers allemands à Oxford, Bernstorff prend toujours une position originale, y compris dans ses relations au « Club allemand d'Oxford », l'organisation des anciens boursiers Rhodes allemands, devant lequel il présente son expérience dès décembre 1909, quelques mois après son inscription. À la fin de son séjour d'études, Bernstorff tient un discours au nom de tous les boursiers devant Alfred Milner, 1er vicomte Milner, gouverneur de la colonie du Cap, et Richard von Kühlmann, conseiller de l'ambassade d'Allemagne à Londres.
À Oxford, A.T.A. — comme on l'appelle au Royaume-Uni d'après les initiales de son prénom — noue de nombreuses amitiés : parmi ses condisciples, on compte Adolf Marschall von Bieberstein, le fils de l'ambassadeur d'Allemagne à Constantinople, Alexander von Grunelius, un noble alsacien, futur diplomate, Harald Mandt, futur homme d'affaires et lui aussi boursier Rhodes, et le Britannique Mark Neven du Mont, qui deviendra après ses études un éditeur influent. Bien que Bernstorff souffre d'un fort rhume des foins, il fait partie de l'équipe d'aviron de son collège. Il développe à Oxford une profonde attirance pour le mode de vie britannique, et il y renforce ses vues libérales. Une de ses caractéristiques en est son profond attachement au concept de libre compétition : « Dans une compétition mondiale, il doit se dégager la représentation ou la personne qui est la mieux adaptée ou la meilleure, et pas seulement dans l'économie. » C'est ainsi qu'il trouve très tôt son camp politique, auquel il restera fidèle toute sa vie.
En 1911, Bernstorff obtient son diplôme en sciences politiques et en économie politique. Il résume l'essence de ses expériences à Oxford avec Alexander von Grunelius sous le titre Des Teutschen Scholaren Glossarium in Oxford (Glossaire de l'étudiant allemand à Oxford), qui donne de manière humoristique des conseils aux futurs boursiers pour leurs études à Oxford, ainsi qu'au passage des indications sur les particularités anglaises ; il ne se contente pas d'y décrire la simplicité de la façon de parler, et un certain sentiment de supériorité d'appartenir à une élite, mais au cours des années, il adopte ces comportements.

## Études à Berlin et à Kiel (1911-1914)

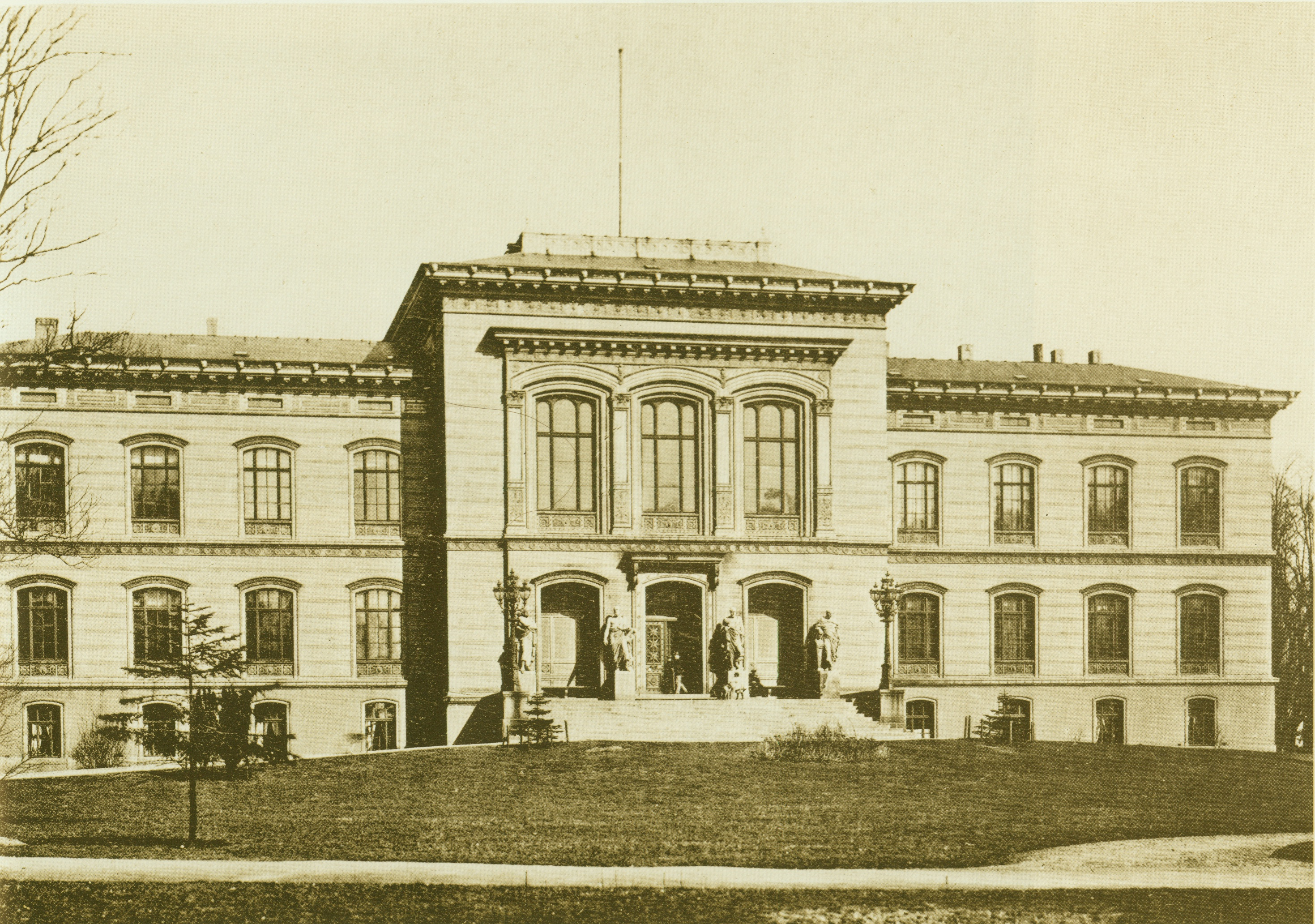
Bâtiment principal de l'université de Kiel – lieu d'études de Bernstorff (1911 à 1914).

Le retour du Royaume-Uni n'est pas aisé. Inscrit d'abord en droit à l'université Frédéric-Guillaume de Berlin, il est appelé pour son service militaire à partir du 1er octobre 1911. Il l'effectue comme aspirant volontaire et choisit le prestigieux régiment des cuirassiers de la garde. Au bout de seulement six mois, il est exempté en raison de son rhume des foins et de ses crises d'asthme, dues à une allergie aux poils de chevaux. Bernstorff ne s'est d'ailleurs jamais impliqué dans l'armée. Il reprend ensuite ses études en droit, sciences politiques et économie politique à l'université Christian Albrecht de Kiel. Après son séjour à Oxford, Kiel lui paraît provinciale. Il essaie d'échapper à la ville aussi souvent que possible : il utilise à cet effet Stintenbourg comme lieu de refuge, où il invite de nombreux amis dès l'été 1912. En outre il s'occupe de Friedrich von Bethmann Hollweg, le fils du chancelier d'Empire Theobald von Bethmann Hollweg. Outre Stintenbourg, Bernstorff va souvent à Berlin, où il a ses premières conversations politiques avec son oncle le comte Johann Heinrich von Bernstorff. Ce dernier est un diplomate influent, conseiller en politique étrangère de Bethmann Hollweg, et à ce moment ambassadeur d'Allemagne à Washington. Ses vues libérales et son expérience diplomatique en font un exemple pour son neveu Albrecht : « Peut-être que le rôle de mon oncle sera déterminant pour ma vie. Tout ce que j'ai tenté de faire dans mes année de jeunesse, il le représente parfaitement. ».
En avril 1913, Albrecht von Bernstorff part en voyage pour le Royaume-Uni. Outre des visites à Oxford et Londres, il passe quelques jours sur l’île de Wight. Il est toujours assailli par des doutes sur lui-même, et par la peur de ne pas répondre aux attentes placées en lui. Son séjour à Oxford en particulier lui est très pénible et il est au bord du suicide. Stutterheim écrit à ce propos qu'il est un « jeune homme tendre, facilement découragé et victime de pensées ternes ». Plus vieux, il fait encore de nombreuses dépressions et a une crainte profonde de ne pas être assez bon, ou de ne pas mener une vie convenable. Il essaie alors de compenser ses émotions par une suractivité. C'est à cette époque qu'il se décide à épouser la carrière parlementaire.
Le 1er août 1914 éclate la Première Guerre mondiale. Alors que cela entraîne un élan de patriotisme chez la plupart de ses compatriotes, la pensée de devoir peut-être combattre elle aussi le tourmente. « Comme il me manque un certain enthousiasme — la guerre est le cauchemar de ma vie — contre nos voisins de l'Ouest, je ne sais pas si mon devoir est de partir avant d'être appelé. [...] Cela me paraît toujours un mauvais rêve que ce soit réellement la guerre. » Bernstorff essaie de se distraire en se tournant vers l’art. Il lit les auteurs britanniques John Galsworthy, Robert Louis Stevenson et H. G. Wells. En outre, il assiste à la première de Pygmalion. Il trouve un accès à l'expressionnisme par René Schickele et Ernst Stadler, tandis que sur la scène, le poète de l'Art nouveau Karl Vollmöller l'intéresse particulièrement. Bernstorff s'attaque aussi aux œuvres de Stefan George, dont il rejette pourtant les représentations mythiques/sacrées. Il lit les travaux du philosophe Henri Bergson, et admire les poèmes de l'Indien Rabindranath Tagore. À part cela, il s'enthousiasme pour le hassidisme, une branche mystique du judaïsme.
Bien que Bernstorff considère que ses années à Kiel aient été inutiles, c'est là qu'est née la relation la plus profonde de sa vie. Il y fait connaissance de la comtesse Elisabeth Benvenuta von Reventlow, surnommée Elly, épouse du comte Théodore von Reventlow, châtelain d'Altenhof. Bernstorff est souvent en visite à Altenhof, et il y développe une relation très proche avec Elly Reventlow. « Elle est la femme de ma vie, la grande expérience de mon être. » Même si aucun rapport amoureux ne les lie — Reventlow est mariée et fidèle à son mari —, ils maintiennent une profonde familiarité amicale tout au long de leur vie.
Dès le 1er novembre 1913, Bernstorff se présente au ministère des Affaires étrangères, où on lui conseille de revenir après avoir passé son examen. Celui-ci a lieu le 16 juin 1914 à l'université de Kiel et, après l'avoir réussi, Berstorff commence quelques jours plus tard son stage au tribunal administratif de Gettorf, prévu jusqu'en 1915. Il essaie, après son stage, d'être recruté au service diplomatique, notamment pour devancer un appel au service militaire, menaçant malgré son état de santé dégradé. Le 14 juillet 1914, il envoie sa candidature au service du personnel du bureau des Affaires étrangères ; son oncle le comte Percy von Bernstorff (de) met son influence à son service. Après quelques mois, Bernstorff obtient son premier poste le 8 janvier 1915, comme attaché à l'ambassade d'Allemagne à Vienne.

## Première Guerre mondiale à Vienne (1915-1917)

### Apprentissage diplomatique (1914-1915)

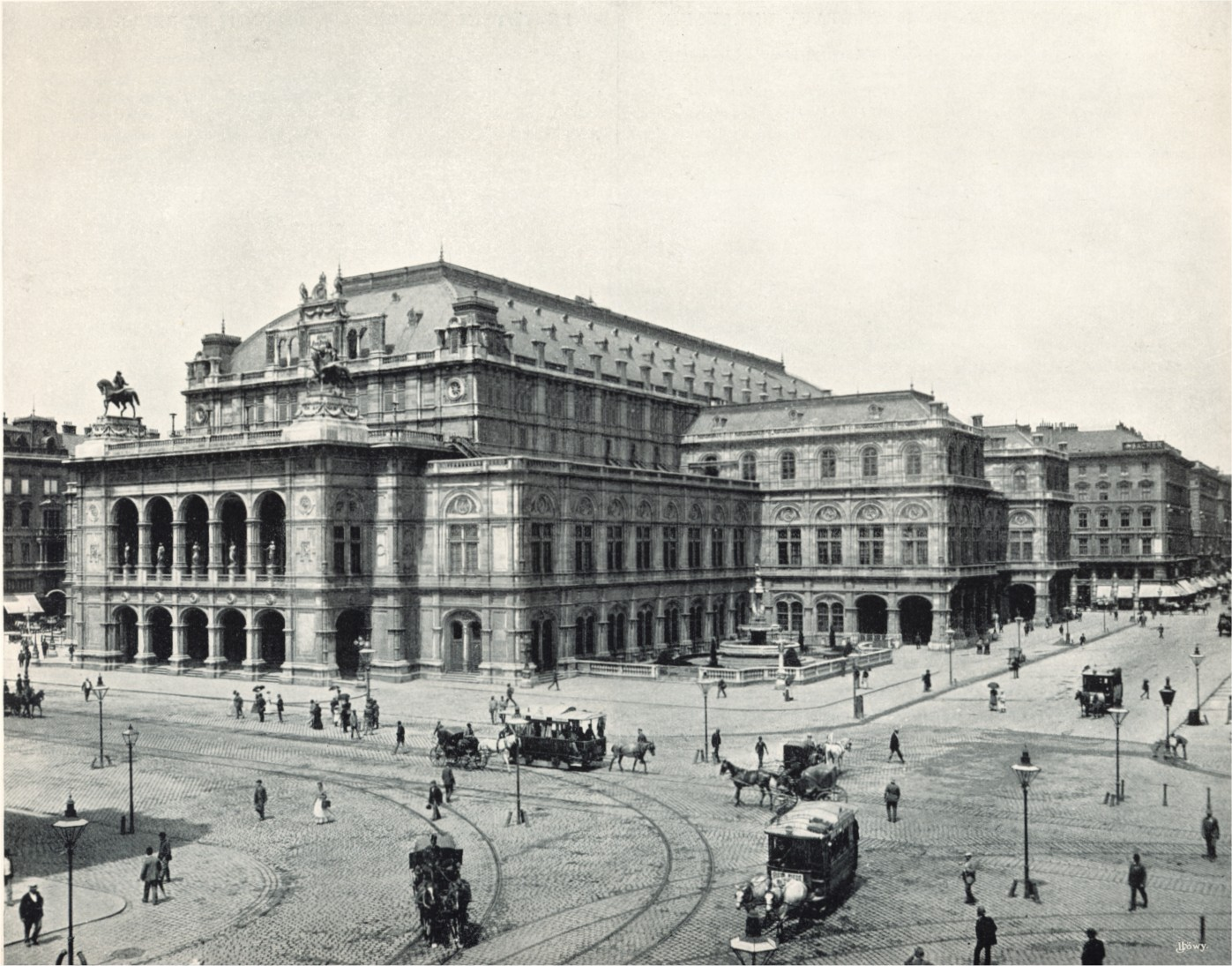
Opéra d'État de Vienne vers 1898

Albrecht von Bernstorff prend son poste à Vienne avec joie, et se réjouit d'être de nouveau à l'étranger : l'ambassade est dirigée par Heinrich Leonhard von Tschirschky und Bögendorff, avec qui il n'a tout d'abord que peu de contacts. Cantonné à des tâches purement administratives, Bernstorff souhaite pouvoir occuper des fonctions plus politiques. Dès les premières semaines de son activité à Vienne, il comprend que les représentations allemandes à l'étranger jouent un rôle capital pendant la guerre : c'est là que la diplomatie allemande exerce son action sur les pensées du gouvernement local, et réciproquement. C'est à Vienne que Bernstorff assiste à la ruine de la monarchie de Habsbourg. Le 27 janvier 1915, il a été présenté au vieil empereur François-Joseph, dont l’aura l'impressionne fortement.
En hiver 1915, en tant qu'attaché d'ambassade, Bernstorff envoie au Reichstag une pétition où il demande au nom de tous les boursiers Rhodes un traitement particulièrement clément dans les camps de prisonniers pour les anciens étudiants d'Oxford et de Cambridge : cette faute de service lui vaut un avertissement. Ses relations avec les décideurs du ministère des Affaires étrangères et de la chancellerie impériale, notamment avec le diplomate Julius von Zech-Burkersroda, Kurt Riezler et Richard von Kühlmann, lui confèrent cependant une certaine renommée, qui fait que son faux pas ne nuit en rien à sa position. En outre, son chef immédiat, l'ambassadeur Tschirschky, loue ce jeune talent surdoué et le juge régulièrement de manière positive.
Politiquement, Bernstorff s'oriente vers le Parti populaire progressiste et soutient, depuis la déclaration de guerre, la politique du Burgfrieden (la « paix des forteresses ») du chancelier impérial Theobald von Bethmann Hollweg, qu'il considère avec une évidente sympathie, et en qui il fonde de grandes espérances. Comme pour de nombreux libéraux, sa vision change cependant quand Bethmann Hollweg fait de trop grandes concessions à la ligue pangermaniste. En hiver 1915-1916, de nombreuses réunions de notables autrichiens et de politiciens allemands ont lieu dans l'ambassade, autour du prince héritier Charles, et même, à deux reprises, de l’empereur Guillaume II. Les interventions des politiciens libéraux allemands l'impressionnent particulièrement, notamment celle de Bernhard Dernburg et surtout de Friedrich Naumann. Bernstorff s'intéresse fortement au livre de Naumann Mitteleuropa, dans lequel celui-ci développe une vision libérale d'une concurrence pacifique entre les nations, tout en souhaitant une hégémonie allemande en Europe.
Globalement, sa vision politique mondiale s'affirme pendant la guerre : la bataille de Verdun, puis la 3e bataille d'Ypres , avec leur nombre particulièrement élevé de victimes, le conduisent à un vif rejet de la guerre : « Est-ce que l'État social de l’avenir ne pourra donc pas se limiter à des batailles économiques, à une communauté organisée ? » Il condamne les visions des militaires avec vigueur et qualifie la politique de la marine d'Alfred von Tirpitz de « terrorisme pangermanique », en lui souhaitant l'échafaud. Il craint non seulement une misère économique pour la période d'après-guerre, mais aussi la possibilité d'extrémismes politiques : « Les blessures des deux côtés ont été si infâmes que l'on ne pourra jamais les oublier complètement, et qu'il faudra toujours faire le guet devant les explosions des instincts les plus bas des masses. » Sur le plan de la politique étrangère, il souhaite une paix équilibrée sous l'arbitrage des États-Unis. À l'intérieur, l'empire doit être réformé profondément et démocratisé.
« Il y a des moments où je me demande si je peux rester dans la fonction publique, si cela va si loin. Représenter cette forme de germanité m'est impossible, et seul me retient le souhait de ne pas me laisser dégoûter, et l’espoir d'autres temps. »
— Albrecht von Bernstorff, janvier 1915

### Une personnalité en construction (1915-1917)
Vienne représente pour Albrecht Bernstorf bien plus que la politique et la diplomatie : il y noue de nombreuses relations, et essaie de trouver sa voie intellectuelle en étudiant l'art et la littérature ; les cercles qu'il fréquente sont très élitistes et marqués par un grand intérêt pour la culture. Il se retrouve souvent avec le politicien libéral autrichien Josef Redlich, les écrivains Hugo von Hofmannsthal et Jakob Wassermann, le banquier Louis de Rothschild et son frère Alphonse, dans la propriété desquels il se rend souvent. Le jeune attaché connaît déjà la poésie de Hofmannsthal avant de faire connaissance avec le poète. Il se réjouit de son amitié avec lui, et aime leurs conversations qui renforcent encore son intérêt pour la poésie. La même chose est valable pour Wassermann, dont il admire l'autodiscipline. On peut décrire cette époque comme celle des « années esthétiques » de Bernstorff.

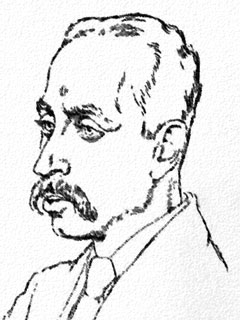
Rilke en 1917, d'après un dessin d'Emil Olrik

Elles trouvent leur sommet dans un voyage de deux semaines, qui l'amène en été 1916 tout d'abord à Bad Gastein, puis à Altaussee, où il rencontre ses amis Redlich, Wassermann et Hofmannsthal ainsi que le poète Arthur Schnitzler ; il va ensuite à Salzbourg, que lui fait visiter l'écrivain Hermann Bahr. Le voyage se termine à Munich, où il rend visite à Rainer Maria Rilke. Cette rencontre est une expérience marquante : impressionné, il achète les œuvres complètes du poète, début de sa future collection extrêmement complète de poésie moderne. Jusqu'en novembre 1917, Bernstorff rencontre encore plusieurs fois Rilke, et il correspondra longtemps avec lui.
Par opposition, Bernstorff ne montre que peu d'intérêt pour les arts plastiques. Seul un peintre peut réellement l'enthousiasmer : le Viennois Victor Hammer, qui réalise en 1917 plusieurs portraits du diplomate, dont l'un est exposé à la Sécession viennoise. En outre, il voyage beaucoup : dans les trois années de son séjour à Vienne, il prend des vacances à dix reprises et visite Linz, Marienbad, Bratislava, Budapest, Dresde ou Berlin, d'où il fait toujours des détours vers Stintenbourg et Altenhof. Ces jours heureux de chasse et de jouissance de la nature sont en contraste aigu avec son tempérament mélancolique et solitaire : « Il y a des heures de doute, non de dépression, mais d'étonnement devant l'apparente absurdité des choses, de la vie. »
Le 21 novembre 1916, l'empereur François-Joseph meurt : pour Bernstorff, c'est la fin de la période datant de la Révolution française. Il est fier d'avoir encore rencontré trois fois le « dernier chevalier » et a une opinion positive sur le jeune empereur Charles Ier. Après la succession, et à l'occasion de sa nomination, le nouveau secrétaire d'État aux Affaires étrangères allemand Arthur Zimmermann fait le voyage de Vienne avec l'amiral Henning von Holtzendorff, afin d'obtenir le soutien de la monarchie danubienne pour la guerre sous-marine à outrance. Albrecht von Bernstorff essaie de prendre appui sur les opinions de son oncle Johann Heinrich, alors ambassadeur allemand à Washington, car les partisans d'une paix négociée refusent absolument cette guerre sous-marine, en raison d'une entrée possible en guerre des États-Unis. La décision en faveur de la guerre sous-marine du 9 janvier 1917 déçoit profondément Bernstorff ; après la déclaration de guerre des États-Unis, son oncle quitte Washington et prend son nouveau poste comme ambassadeur à Constantinople.
En juillet 1917, Bethmann Hollweg se retire de la chancellerie impériale. Bernstorff considère cela tout d'abord comme un progrès, car il est déçu par le chancelier. Les nominations de Georg Michaelis et, trois mois plus tard, de Georg von Hertling, lui apparaissent cependant comme une victoire politique des militaires, et plus la guerre dure, plus Bethmann Hollweg lui apparaît sous un jour positif. Il considère la révolution de Février russe comme « le début de la fin […] de la société bourgeoise » et craint les répercussions sur l'empire. Bernstorff pense que l’Allemagne devrait accomplir des réformes internes vers la démocratisation, comme préalable à une paix négociée possible – ce serait la seule chance de terminer la guerre tout en préservant la monarchie. Il pense que le soutien nécessaire pour rendre la chose possible ne peut venir que de l'Allemagne du Sud, « où cette germanitude, que Goethe incarne au mieux à nos yeux, existe encore, […] la plénitude de la vie, la poésie, la musique, l'humanisme, la philosophie, l'art. » Bernstorff s'est développé en un « pacifiste adepte de la Realpolitik ».

## Le jeune diplomate à Berlin et à Coblence (1917-1922)

### Les Affaires étrangères, jusqu'à la révolution (1917-1918)

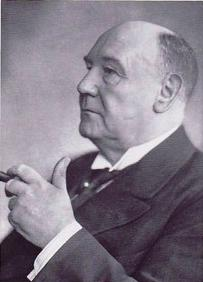
Wilhelm Solf en 1918.

En 1917, le bureau des Affaires étrangères nomme Bernstorff à l'administration centrale à Berlin, afin d'approfondir sa formation ; il est affecté au département juridique, ce qui paraît vouer à l’échec ses efforts pour aller au département d'économie politique. Il sollicite alors le secrétaire d'État Richard von Kühlmann, qui décide finalement de le muter dans ce département ; Bernstorff y travaille à la préparation d'une collaboration économique plus étroite entre l'Empire allemand et l'Autriche-Hongrie. Cependant, peu après, il est muté au département politique dirigé par Leopold von Hoesch, où il travaille en contact direct avec Kühlmann. Ce département s'occupe de manière prioritaire à la préparation du traité de Brest-Litovsk : comme attaché, Bernstorff n'est pas directement impliqué dans les négociations, et reste à Berlin. Il y devient membre de la Deutsche Gesellschaft 1914, où l'on discute sans parti pris politique des perspectives de l'Allemagne d'après-guerre. Ce club élitiste est présidé par le diplomate libéral Wilhelm Solf. Il rend souvent visite sur son lieu de retraite de Hohenfinow, avec des amis, à l'ancien chancelier Bethmann Hollweg, auquel il reconnaît de grandes capacités d'homme d'État, et des valeurs éthiques fondamentales.
En 1917, Bernstorff, jeune châtelain, est élu selon le système des trois classes au Conseil de l'arrondissement de Lauenbourg, auquel il appartiendra jusqu'à sa dissolution en mars 1919.
En avril 1918, il accompagne Richard von Kühlmann lors de la cérémonie marquant son entrée à la cour du grand-duché de Bade. À cette occasion, Bernstorff fait la connaissance du prince libéral Maximilian von Baden. Le mois suivant, il est membre de la délégation allemande pour les négociations de paix avec la Roumanie à Bucarest, qu'il estime comme le plus grand succès diplomatique des forces d'Europe centrale. Il y remplit les fonctions d'aide de camp du secrétaire d'État. Début juin 1918, Kühlmann paraît devant le Reichstag, pour réclamer des forces de gauche un soutien renforcé en vue d'une paix négociée, ce dont Bernstorff se félicite. À une réception en marge d'une séance du Reichstag, il fait connaissance avec de nombreux parlementaires influents, parmi lesquels les sociaux-démocrates Friedrich Ebert, Philipp Scheidemann, Albert Südekum et Wolfgang Heine, le libéral Conrad Haußmann et le centriste Matthias Erzberger.
Début d'octobre 1918, Bernstorff fait un voyage à Vienne, où il assiste au projet de mise en place du cabinet du gouvernement austro-hongrois, au sein duquel son ami Redlich aurait en charge le département des finances du gouvernement dirigé par Max Hussarek von Heinlein. Quand il revient à Berlin, l'empire a été transformé en une monarchie constitutionnelle par la réforme d'Octobre. Le nouveau secrétaire d'État aux Affaires étrangères est Wilhelm Solf, qui a jusqu'alors été à la tête de l’Office impérial aux Colonies, et que Bernstorff décrit ainsi : la nomination de « Solf est naturellement une joie pour moi. Si j'avais dix ans de plus, je serais aussi au gouvernement. » Jusqu'à la démission de Solf, Bernstorff est son aide de camp. Les affaires du gouvernement sont conduites par Maximilian von Baden, en qui Bernstorff, comme de nombreux libéraux, place de grands espoirs pour le maintien de la monarchie dans un empire libéral et démocratique (« la vieille ligne allemande, qui a conduit à l'église Saint-Paul de Francfort et fait avorter la révolution de Mars »). Dans les derniers jours de l’empire des Hohenzollern, le 8 novembre 1918, Bernstorff est nommé secrétaire d'ambassade.

### La révolution de novembre et le DDP (1918-1920)

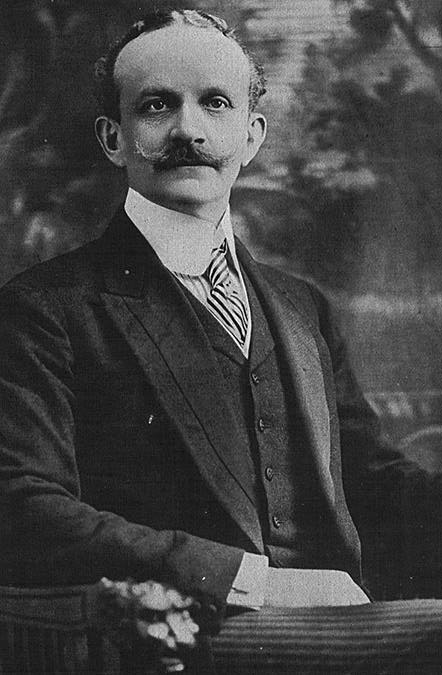
Le comte Johann Heinrich von Bernstorff a eu une grande influence sur l'orientation politique de son neveu.

Albrecht von Bernstorff n'apprécie pas la révolution de novembre, qui ne correspond pas à sa vision de la démocratie dans une monarchie constitutionnelle. Un accord de paix entre Guillaume II et les révolutionnaires lui semble impossible, tant les deux parties sont opposés et peu à même de négocier. Pour lui, l'échec de Max von Baden enterre la possibilité d'une monarchie libérale, et il faut lutter pour un parti bourgeois au sein de la république. Autour du jeune collaborateur du ministère des Affaires étrangères Kurt Riezler, se forme un groupe de diplomates, qui veulent donner plus de contenu à la démocratie face aux forces radicales. Comme ils se refusent encore à fonder leur parti, Bernstorff et son oncle Johann Heinrich pensent à entrer au parti populaire progressiste et aussi à y présenter leur candidature aux élections, ce qui ne se réalise pas. Le 16 novembre 1918, le groupe se tourne vers le public avec un appel « À la jeunesse allemande ! », dans le Berliner Tageblatt, où ils invoquent « l’esprit de 1848 » et exigent la fin de tous les privilèges de classe. Parmi les signataires, à côté de Bernstorff et Riezler, il y a aussi les diplomates Oskar Trautmann et Harry Kessler.
Contrairement à ce qui avait été prévu, le parti populaire progressiste n'obtient pas le statut de grand parti libéral, au contraire du parti démocrate allemand (DDP) nouvellement fondé, auquel Bernstorff et son oncle décident d'adhérer. Bernstorff est fier de ce nouveau parti bourgeois, qui compte dans ses rangs des personnalités, parmi lesquelles Solf, Haußmann, Payer et Bernhard Dernburg. Avec son humour typique, Bersnstorff écrit ironiquement : « Fondation du club démocratique de l’oncle Johnny, qui promet de devenir vraiment judéo-capitaliste. Nous, les jeunes représenterons la gauche radicale anticapitaliste. » Sous la pression du Parti social-démocrate indépendant d'Allemagne, le 18 décembre 1918, Wilhelm Solf transmet les affaires du ministère à Ulrich von Brockdorff-Rantzau, ce qui diminue significativement la protection de l’engagement diplomatique et politique de Bernstorff ; ses rapports avec Rantzau se détériorent encore quand celui-ci refuse l'affectation de Bernstorff à l'ambassade d'Allemagne à Paris. En compensation, on lui propose une affectation à l'ambassade d'Allemagne à Prague, qui ne lui plait pas. Quand Solf devient un candidat sérieux au poste d'ambassadeur à Londres, Bernstorff essaie d'en profiter. Depuis son retour de Vienne au printemps 1920, il a eu au moins cinq affectations différentes aux Affaires étrangères : la gestion des ressources humaines semble naviguer à vue.
Le 10 septembre 1919, Bernstorff prête serment à la Constitution de Weimar : il accepte le fait qu'il n'y a pas de retour en arrière possible pour l'Allemagne, et devient un républicain de raison. Début 1920, il est responsable du commerce extérieur au ministère des Affaires étrangères, où il travaille avec l’économiste Carl Melchior. Il espère toutefois toujours une prochaine affectation à l’étranger. La paperasserie et le manque de travail politique l'énervent et il a de nouveau beaucoup de loisirs. Le putsch de Kapp, qu'il appelle un « tour de jeune idiot », fait déménager temporairement le gouvernement vers Stuttgart via Dresde : pour Bernstorff, cela apparaît comme « très excitant et amusant ».

### Diplomate dans son pays: Coblence (1920-1921)

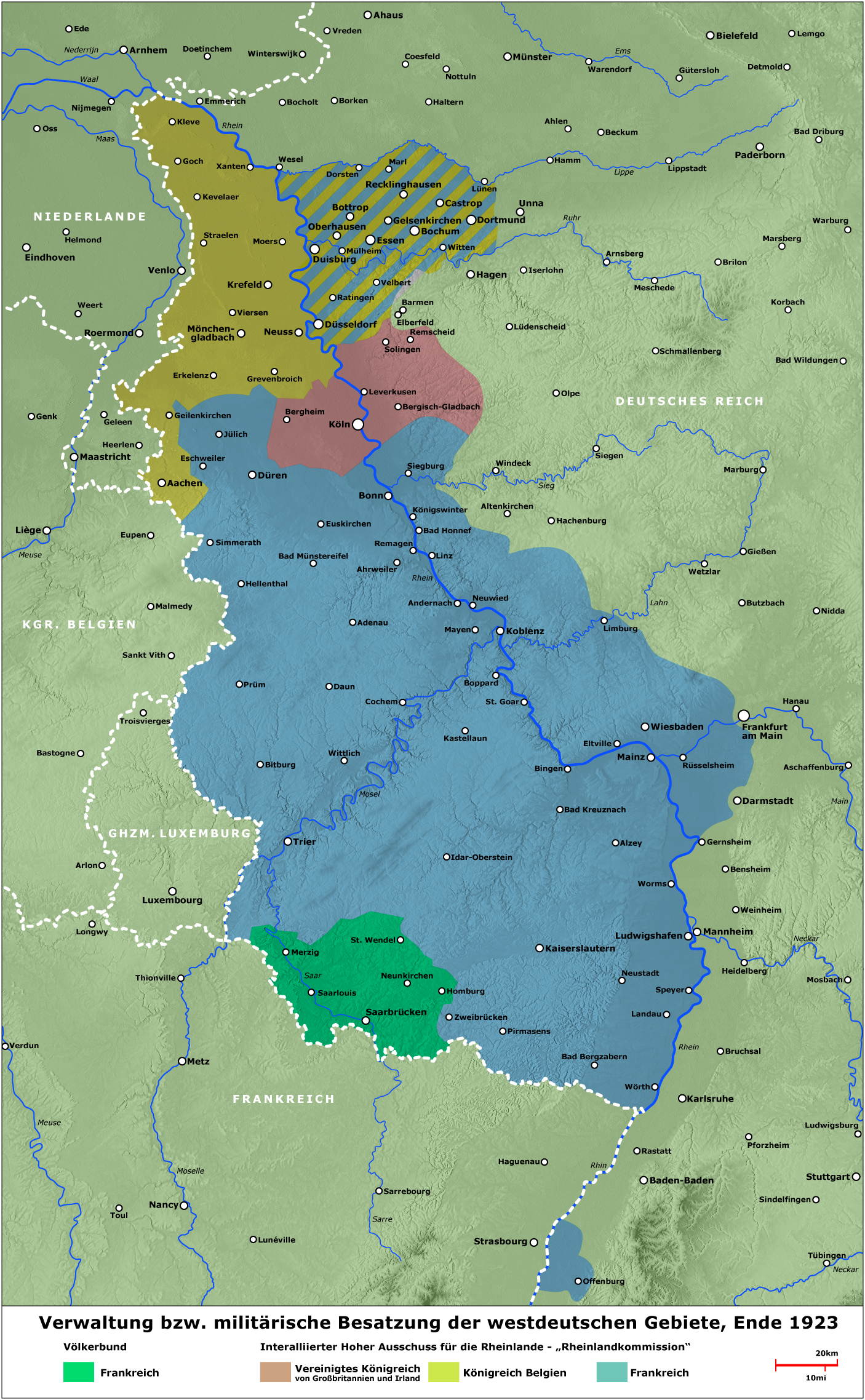
Bernstorff représente les intérêts allemands dans les territoires occupés auprès de la Haute commission interalliée aux territoires rhénans (carte de la Rhénanie occupée, 1923).

Mi-avril 1920, Bernstorff part comme secrétaire d'ambassade à la Haute commission interalliée aux territoires rhénans à Coblence, comme adjoint du conseiller qu'il représente tout d'abord auprès des autorités d'occupation des puissances victorieuses, avant d'être nommé représentant des Affaires étrangères auprès du commissaire d'État pour les territoires rhénans occupés. Bernstorff a alors plus de liberté pour organiser son travail : « [j']ai de bonnes relations avec les Anglais et les Américains, fais beaucoup de politique et peu de paperasse ». Il prend plaisir à faire connaissance avec cette Allemagne de l'Ouest, qui lui est largement inconnue et fait de nombreux voyages de service à Darmstadt, Francfort et Cologne. Il rend régulièrement compte de son travail au ministre des Affaires étrangères Walter Simons et au chancelier Constantin Fehrenbach : « On a l'air d'être très content de moi à Berlin, on me soutient et pour l’instant, on veut me laisser là, ce qui est un très bon signe de reconnaissance ».
Parmi ses tâches à Coblence, il prend part aux séances du Conseil parlementaire pour les territoires rhénans occupés et de son comité de politique économique. Il jette un œil critique sur l'ultimatum de Londres du 5 mai 1921 et sur les réparations, car il ressent comme paradoxal de poursuivre la politique de paiement jusqu'à la ruine totale de l'économie, pour satisfaire les exigences de réparation des vainqueurs. Pour cette raison, il espère un lent retrait de cette politique de paiement et une autre péréquation avec l'Entente. C'est dans ce sens que le ministre des Affaires étrangères Friedrich Rosen l'envoie en juin 1921 à Londres où il essaie, lors de nombreuses rencontres, d'exercer une influence sur le Foreign Office ; il rencontre également le chef des libéraux d'opposition, l'ex-premier ministre Herbert Asquith. Avant son voyage à Londres, la rumeur fait état d'une nomination comme consul à Glasgow, mais elle se heurte au refus de l'ambassadeur à Londres Friedrich Sthamer qui a des réticences à l'égard de la famille Bernstorff : le comte Johann Heinrich von Bernstorff a en effet milité pendant la guerre pour un statu quo et donc contre une paix négociée admettant la victoire des Britanniques. Cette hypothèse ayant fait long feu, Bernstorff, dont le maintien à Coblence est assuré, accroît son indépendance par rapport aux Affaires étrangères. Le 27 juillet, il demande à faire un stage d'une durée d'un an à la banque Delbrück, Schickler & Co. Bien qu'il y a des tentatives de le détourner de ce projet, on lui donne finalement satisfaction même si le ministre Friedrich Rosen a loué le grand « rayon d'action » de Bernstorff, et considère que son travail à Coblence a été très fructueux.

### Delbrück, Schickler & Co. (1921-1922)

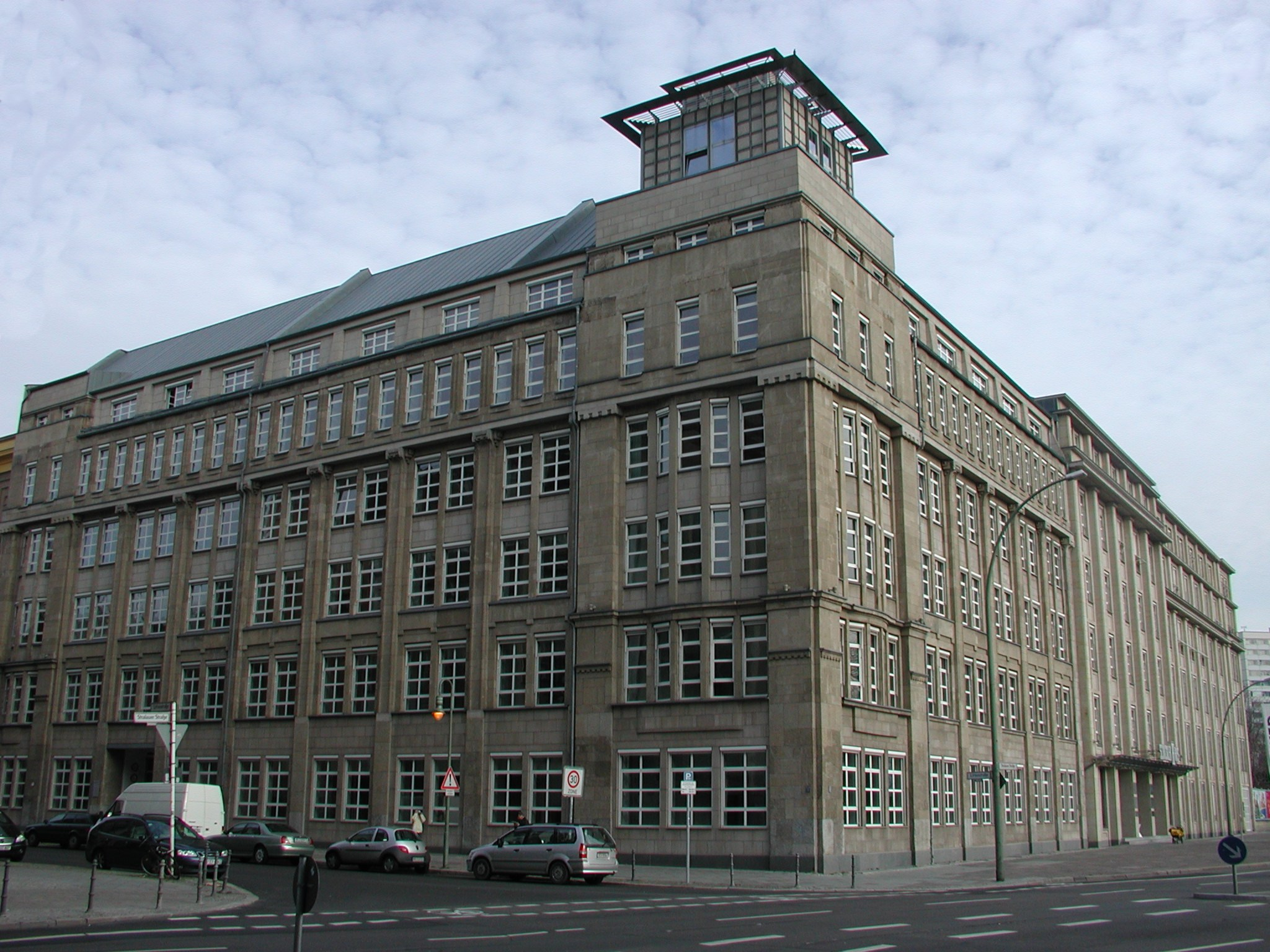
La maison Schickler à Berlin, siège de la banque Delbrück, Schickler & Co.

Bernstorff débute à la banque Delbrück, Schickler & Co. le 28 novembre 1921 : il n'y a toutefois aucune tâche concrète, devant simplement s'informer sur les divers départements, sans y exercer d'activité. En raison de nombreuses obligations sociales, il se sent cependant harcelé et « dévoré ». Il fréquente Kurt Riezler et fait la connaissance de son beau-père Max Liebermann ; il côtoie également Hermann von Hatzfeldt, Gerhard von Mutius et le secrétaire d'État à la chancellerie Heinrich Albert. Malgré sa situation financière temporairement précaire, Bernstorff appartient à la haute société de la capitale.
Bernstorff traite de bêtise la signature du traité de Rapallo ; à ce propos, il écrit en plaisantant au sujet du ministre des Affaires étrangères Rathenau : « Walther ne protège pas de la folie »,. Mais quand Rathenau est assassiné un mois plus tard par l'organisation Consul, Bernstorff parle de la « saloperie qui a son origine dans l'agitation démesurée de la droite ». Son stage à la banque n'est convenu que pour un an : à la fin de cette période, Bernstorff hésite entre revenir au service diplomatique ou occuper un poste de longue durée dans une banque à l'étranger. Quand le service du personnel des Affaires étrangères lui offre un poste à l'ambassade d'Allemagne à Londres, il choisit la carrière diplomatique.

## Diplomate à Londres (1923-1933)
« Bernstorff a plus contribué qu'aucune autre personnalité allemande à ce que les relations anglo-allemandes s'améliorent constamment. »
— Vossische Zeitung, 28 juin 1933

### Les premières années (1923-1928)

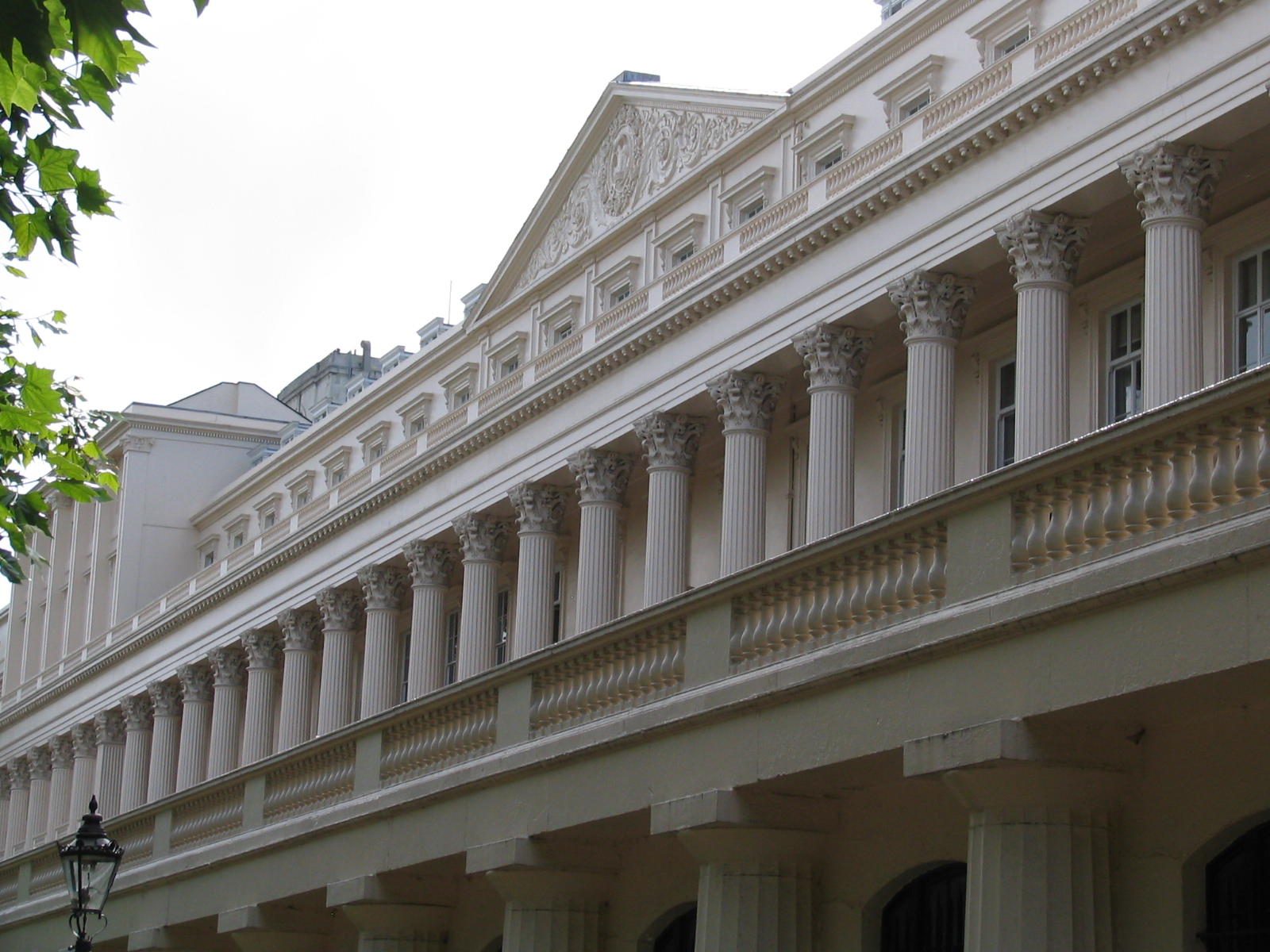
Façade de l'ambassade d'Allemagne à Londres.

#### Représentant de la République de Weimar
Bernstorff n'arrive à Londres que le 20 janvier 1923, son départ ayant été retardé à plusieurs reprises par l'occupation de la Ruhr. Il prend le poste de 2e secrétaire, sous l'autorité de l’ambassadeur Friedrich Sthamer, position qui le mécontente dès le début de son affectation. Malgré ce mécontentement quant à son rang au sein de l'ambassade, Bernstorff tient à rester en poste à Londres et refuse des possibilités d'avancement dans d'autres ambassades, comme à Copenhague avec Ulrich von Hassell. S'il menace régulièrement de quitter le service diplomatique, il reste à Londres et s'accommode d'une progression assez lente de sa carrière.
Au bout de quelques mois, il pense que Sthamer n'est pas l'homme de la situation : s'il a certes fait du bon travail dans les années d'après-guerre, il est trop retiré et manque de visibilité dans la société. Bernstorff suggère au ministère des Affaires étrangères que le comte Harry Kessler remplace Sthamer comme ambassadeur.
À Londres, Bernstorff rencontre des difficultés financières. Son salaire est diminué de 10 % en raison de la situation économique tendue de l’État allemand, sa propriété de Stitenburg a un mauvais rendement et il est touché par l'hyperinflation. Il se voit contraint d'emprunter de l'argent à des parents et de vendre des bijoux de famille, mais se refuse à réduire son train de vie luxueux.
Le domaine de compétences de Bernstorff est le département politique, où il collabore avec le prince Otto von Bismarck, fils de Herbert von Bismarck et petit-fils du chancelier impérial Otto von Bismarck. Leur objectif principal est un rapprochement avec le Royaume-Uni, afin de mettre fin le plus rapidement possible à l’occupation de la Ruhr, et d'isoler la France sur le plan diplomatique. Pour atteindre ce but, l'Allemagne doit, selon Bernstorff, adhérer à la Société des Nations (SDN), ne serait-ce que pour des raisons tactiques. Il défend ce point de vue dans un article du journal Deutsche Nation. Bernstorff pense que l'occupation de la Ruhr va encore durer des années et accueille donc positivement tout retrait des forces d'occupation, même très partiel. Après une sortie imprudente dans ce sens, qui est reprise par la presse comme une position officielle du gouvernement allemand, Bernstorff reçoit un blâme de l'ambassadeur.
Début 1924, il représente la République de Weimar aux négociations anglo-allemandes sur le transit aérien, négociations qui concerne le désarmement de l'Allemagne imposé par le traité de Versailles : son travail se concentre sur ce sujet pendant plusieurs mois. Il travaille également, pour la Société d'économie politique, à de multiples actions pour améliorer l’image de l’Allemagne sur le plan économique. Cette tâche se concrétise au travers de publications de livres, de voyages de personnalités allemandes à Londres, ou britanniques à Berlin, comme Graham Greene, ou d'un soutien financier pour le travail du père de Peter Ustinov, le journaliste Jona von Ustinov, avec lequel aussi Bernstorff a lié amitié. En 1927, Ustinov, sa femme et son fils Peter lui rendent visite à Stintenbourg.
Du 16 juillet au 16 août 1924 se déroule la conférence de Londres sur un nouvel accord de réparations. À partir du 6 août, des délégués allemands siègent à la table des négociations : le chancelier d'État Wilhelm Marx, le ministre des Affaires étrangères Gustav Stresemann et son secrétaire d'État Carl von Schubert, le ministre des Finances Hans Luther et le président de la Banque d'État, Hjalmar Schacht. Albrecht von Bernstorff prend part à la conférence comme représentant de l'ambassade d'Allemagne. Le résultat de la conférence est le plan Dawes, que Bernstorff considère comme un progrès, même s'il n'est pas totalement satisfaisant. Dans ce contexte, il envisage la probable élection de Paul von Hindenburg comme président de la République en avril 1925 de manière extrêmement critique du point de vue des perspectives de politique étrangère : « Tout le capital de confiance qui a été accumulé en cinq ans de travail difficile entre l'Allemagne et le Royaume-Uni partira trop vite en fumée si Hindenburg est élu, et l'Allemagne […] passera encore une fois pour responsable ».

#### Contacts personnels à la base de la diplomatie
Le travail de diplomate d'Albrecht von Bernstorff est significativement facilité par ses nombreux contacts personnels : outre ses anciennes amitiés estudiantines d'Oxford, il cultive les liens noués au ministère allemand des Affaires étrangères, en particulier avec Kurt Riezler et Friedrich Gaus, ainsi qu'avec Wilhelm Solf, ambassadeur d'Allemagne au Japon, dont la femme Hanna lui rend visite à Londres avec sa fille Lagi Ballestrem. Il reste également en contact avec Hjalmar Schacht, Theodor Heuss et Siegfried von Kardorff. D'autres relations particulièrement importantes sont celles avec les collaborateurs du Foreign Office et de la Chambre des communes, comme Philip Snowden et Herbert Asquith. Bernstorff noue aussi de nouvelles amitiés à Cambridge, où il rencontre notamment l'influent critique littéraire Clive Bell. Il appartient au club londonien chic Toby's club et joue au tennis au Queen's club. Il rencontre Lion Feuchtwanger, John Masefield et Edith Sitwell dans le cadre des activités culturelles de l'ambassade. Les courses d'Ascot, l'exposition de fleurs de Chelsea et le tournoi de Wimbledon sont pour Bernstorff des sommets de la vie sociale. Il est un de ces rares diplomates allemands que l'on invite volontiers dans la haute société britannique et peut utiliser ses relations pour son travail diplomatique.

### Un diplomate de haut rang (1929–1933)

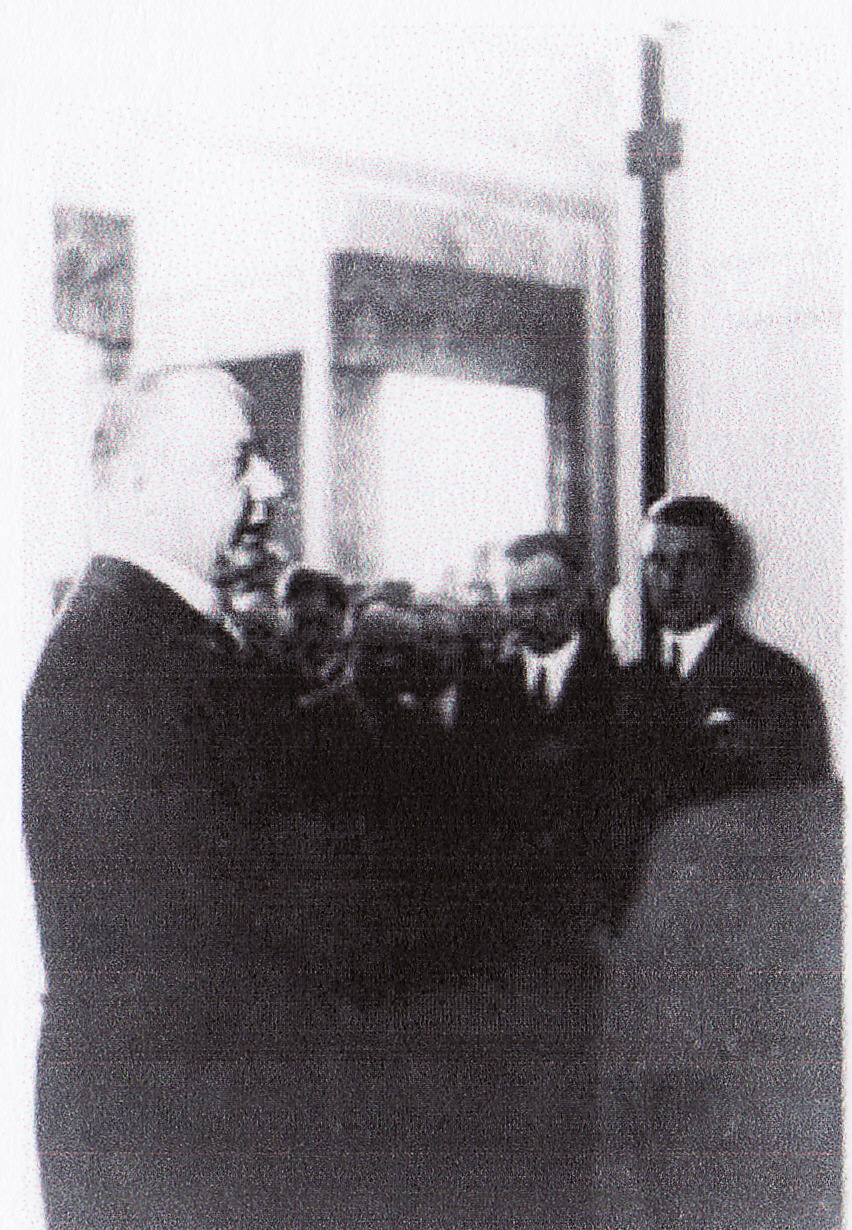
Le comte Albrecht von Bernstorff à l'ambassade d'Allemagne à Londres.

#### Chargé d'affaires à l'ambassade
Début 1929, l'ambassadeur Sthamer, âgé de 72 ans, demande sa retraite et les Affaires étrangères lui cherchent un successeur : sont envisagés pour le poste Harry Kessler, le député conservateur Hans Erdmann von Lindeiner-Wildau, l’ambassadeur à Stockholm Rudolf Nadolny ainsi que de l’ambassadeur à Rome Konstantin von Neurath. Le choix finit par se porter sur ce dernier, qui prend ses fonctions le 3 novembre 1930 à Londres. Le conseiller d'ambassade Dieckhoff prend sa retraite au même moment : Bernstorff le remplace provisoirement et souhaite toutefois que cette nomination soit durable, ce qui lui permettrait d'entrer dans « les plus intimes rouages de la machinerie diplomatique ». Le 12 février 1931, il est promu, ce qui lui permet de monter d'un échelon dans la carrière diplomatique.
Les contextes international et national sont à ce moment tendus. Sur le plan international, la volonté du ministre des Affaires étrangères Julius Curtius d'obtenir une révision du traité de Versailles conduit à un refroidissement des relations entre l'Allemagne et la France ; au Royaume-Uni, l'orientation de plus en plus conservatrice du gouvernement de Ramsay MacDonald fait peser une grande incertitude sur les relations anglo-allemandes. Sur le plan intérieur en Allemagne, Bernstorff s'inquiète de la montée du national-socialisme.
En 1930, a lieu à Londres la conférence sur la Marine, à laquelle prennent part les États-Unis, la Belgique, la France, l'Allemagne, l'Italie, le Japon et le Royaume-Uni. Le traité naval de Londres prolonge l'interdiction faite aux grandes puissances, y compris l'Allemagne, de construire des bateaux de guerre de fort tonnage jusqu'en 1936 et interdit complètement l'utilisation des sous-marins. Si la situation diplomatique de l'Allemagne a complètement changé depuis les accords de Locarno, Bernstorff estime que « nous en sommes arrivés à un point où le Führer a rendu impossible avec la meilleure bonne volonté une politique d'accords, par les criailleries des masses. […] Ceci peut encore se terminer tragiquement pour l’Europe. » En octobre 1930, Bernstorff publie dans le Daily Herald l'article « Tout dans la journée d'un diplomate ». Dans un commentaire du même journal, il est décrit comme le diplomate étranger le mieux intégré à la société londonienne : « Tout le monde le connaît, car lui-même souhaite connaître tout le monde ».
Début août 1931, l'ambassadeur Neurath prend des vacances et Bernstorff dirige l'ambassade pendant plusieurs mois, jouissant de l’indépendance que lui donne le titre de chargé d'affaires. En janvier 1932, Neurath tombe malade pour quatre mois et Bernstorff prend à nouveau les rênes. À Berlin, circule la rumeur que Neurath pourrait succéder à Curtius comme ministre des Affaires étrangères, mais le chancelier Heinrich Brüning cumule les deux fonctions dans un premier temps. Après un remaniement ministériel, Neurath se rend à Berlin le 1er juin 1932 pour négocier son entrée au cabinet Papen. Deux jours plus tard, il revient à Londres pour faire ses adieux ; ses deux années d'affectation à Londres auront surtout été marquées par ses absences. En attendant la nomination d'un successeur, Bernstorff dirige à nouveau l’ambassade : grâce à ses nombreux contacts sociaux et politiques, il était déjà reconnu comme le véritable patron de la représentation diplomatique allemande à Londres par les observateurs attentifs de la politique anglo-allemande.

#### Rétablissement des bourses Rhodes

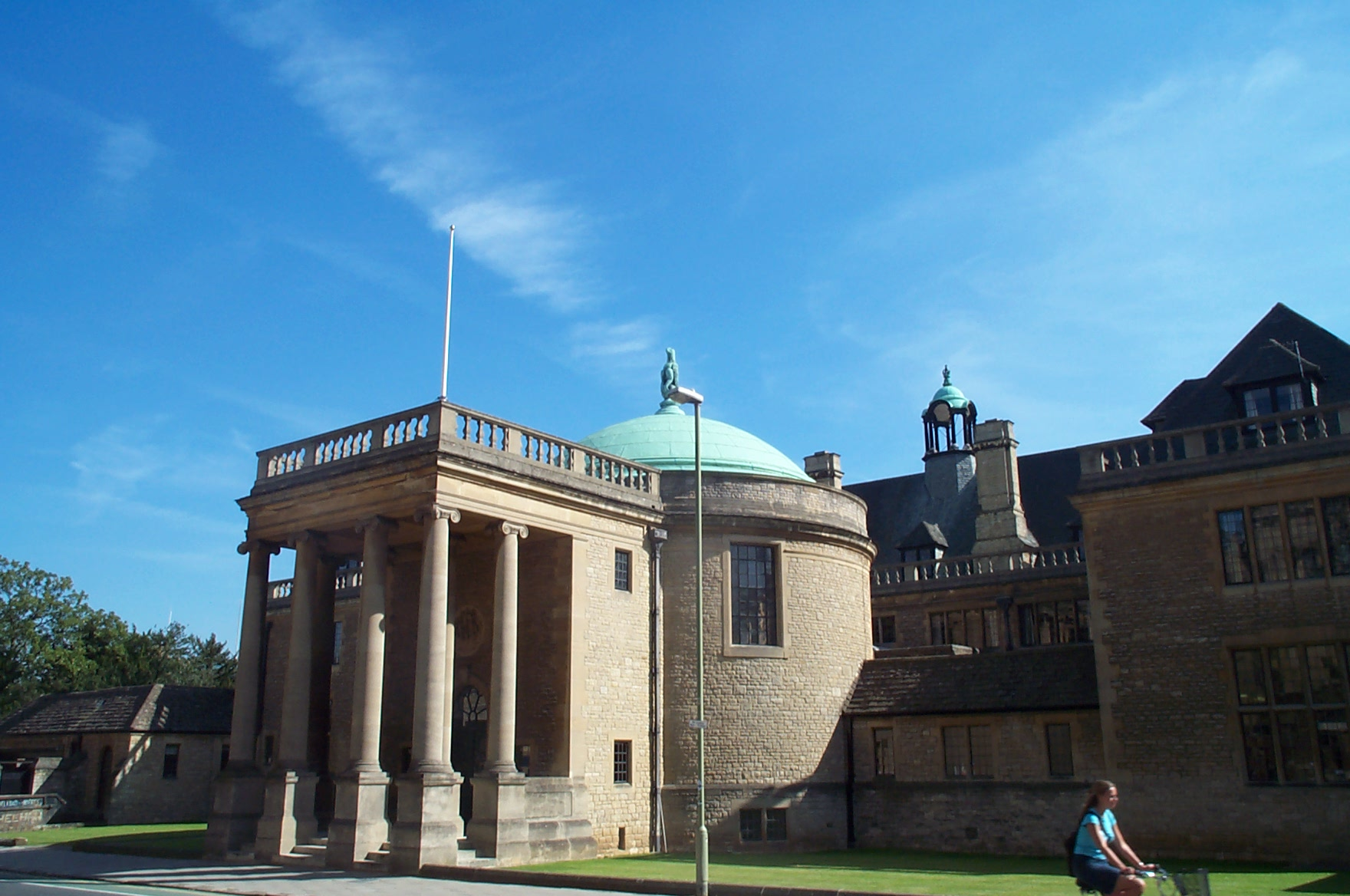
Siège de la fondation Rhodes à Oxford.

Dès son retour en Grande-Bretagne, Bernstorff tente de rétablir les bourses Rhodes pour les étudiants allemands, supprimées en 1916 ; si les anciens boursiers sont toujours invités aux manifestations à Oxford, où ils cultivent des rapports amicaux, le souhait d'instaurer de nouvelles bourses pour des Allemands se heurte à une forte opposition.Pour le rétablissement des bourses, Bernstorff peut faire jouer efficacement ses relations : Otto Beit, membre de la fondation Rhodes, et le journaliste et politicien influent Philip Kerr soutiennent l’idée de Bernstorff. En Allemagne, l'industriel Carl Duisberg soutient également le projet. Richard von Kühlmann et Frederick Edwin Smith, 1er comte de Birkenhead promettent quant à eux de lever des fonds en Allemagne et en Grande-Bretagne. À l'occasion du 25e anniversaire de la fondation Rhodes en juin 1929, le Premier ministre Stanley Baldwin peut annoncer la création de deux bourses de deux ans : s'agissant de deux bourses tout à fait nouvelles, un débat parlementaire est évité, avec le consentement du prince héritier Édouard. L'événement fait grand bruit dans l'opinion publique britannique.
En même temps qu'elle réinstaure deux bourses, la fondation Rhodes fait part confidentiellement aux anciens bénéficiaires allemands qu'elle va mettre en place un comité de sélection purement allemand pour choisir les boursiers qui devraient à terme être au nombre de cinq. Le 15 juillet 1929, Bernstorff envoie un mémorandum à Oxford, où il fait des propositions pour la composition du comité de sélection : outre quatre anciens boursiers, il suggère trois membres indépendants, Friedrich Schmidt-Ott, ministre prussien de la culture, Adolf Morsbach, du bureau de la société Empereur-Guillaume pour le développement des sciences, et Wilhelm Solf. En septembre, il modifie sa proposition en suggérant de nouveaux noms. Les responsables de la fondation Rhodes suivent en grande partie ses recommandations, et nomment le 10 octobre Schmidt-Ott, l'ex-ministre des Affaires étrangères Walter Simons, Adolf Morsbach, le juriste Albrecht Mendelssohn-Bartholdy, le sociologue de la politique Carl Brinkmann, ainsi que le condisciple de Bernstorff Harald Mandt. Bernstorff est vivement critiqué par les anciens boursiers allemands pour son manque d'ouverture à la concertation : l'ancien étudiant d'Oxford et député au Reichstag pour le Parti national du peuple allemand Lindeiner-Wildau craint une trop grande influence du Parti démocrate allemand (DDP) dans le comité de sélection. Aux séances du comité, qui se tiennent désormais annuellement, sont invités hommes politiques de renom comme : le chancelier Brüning en 1930, le ministre des Affaires étrangères von Neurath et le ministre des Finances, le comte Lutz Schwerin von Krosigk en 1932. Ces invitations montrent l'importance donnée à la fondation Rhodes par l'Allemagne et témoignent du succès diplomatique de Bernstorff.
À la séance du comité de sélection de 1930, Bernstorff fait la connaissance du jeune Adam von Trott zu Solz, qui se porte candidat à une bourse. Bernstorff apprécie ce « Trott, réellement tout à fait spécial », dont il reconnaît les capacités, et qu'il soutient. Entre les deux hommes se développe une amitié, qui s'approfondit par des rencontres régulières à Oxford et à Cambridge. C'est donc la fondation Rhodes qui rapproche ces deux hommes, qui plus tard opposeront une résistance active et sans compromis au nazisme, et seront exécutés pour leur résistance.

#### La prise du pouvoir par les nazis (1933)
« Je ne peux pas représenter à l'étranger une Allemagne que l'on a transformée en cour de caserne. »
— Comte Albrecht von Bernstorff, mars 1933

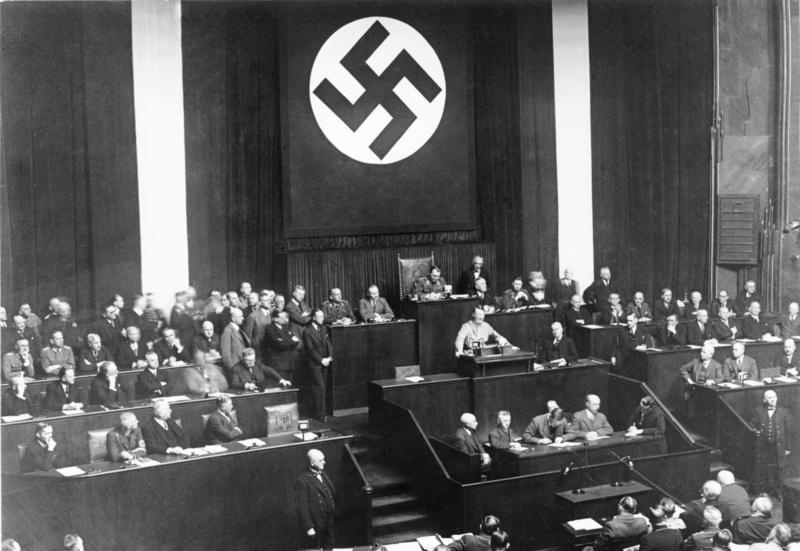
Adolf Hitler au Reichstag le 23 mars 1933

Début 1933, Bernstorff fête son dixième anniversaire de service à l'ambassade de Londres, événement mentionné par un article de la Deutsche Allgemeine Zeitung. La prise du pouvoir par le parti nazi le 30 janvier 1933 est pour Bernstorff une ignominie : il a honte d'être Allemand, parce que « cette grande gueule autrichienne » d'Adolf Hitler a réussi à « séduire » le peuple allemand. Bernstorff écrit alors de nombreuses lettres au ministère des Affaires étrangères, dans lesquelles il essaie de démontrer au chef de la diplomatie les conséquences négatives de la prise de pouvoir : presque tous les hommes politiques qui jusqu'alors étaient en faveur de l'Allemagne tempêtent contre le Reich, et l'opinion publique au Royaume-Uni n'est pas prête à s'améliorer, ne serait-ce qu'en raison de l'antisémitisme allemand. Le 26 mars, des journalistes du Völkischer Beobachter dénoncent Bernstorff à Alfred Rosenberg en l'accusant de s'opposer au nouveau régime.
Contrairement à la supposition répandue chez les contemporains, Bernstorff ne quitte pas son poste de sa propre initiative, même s'il y réfléchit intensément en mars 1933. En mai 1933, il prend deux semaines de congé pour rencontrer à Stintenbourg ses amis Eric M. Warburg et Enid Bagnold. Environ un mois après sa reprise du travail à Londres, il apprend le 24 juin 1933 qu'il est démis de son poste, ce qui le surprend et le laisse extrêmement abattu. Sa destitution trouve un large écho dans la presse britannique : le Times, l'Observer, le Daily Telegraph, le Morning Post, l'Evening Standard, le Daily Express et le Daily Herald rapportent l'événement et parlent du début d'une épuration politique de la diplomatie allemande. En Allemagne, la Vossische Zeitung et la Frankfurter Zeitung publient des articles sur la destitution de Bernstorff, articles tout à fait exceptionnels pour un conseiller d'ambassade, et preuve du prestige et du succès de Bernstorff.
Bernstorff ne se considère pas comme victime des nazis, mais attribue sa destitution à une intrigue au ministère des Affaires étrangères, destinée à permettre à Otto von Bismarck de se hisser à sa place. Après un voyage à Berlin, il donne en fin juillet 1933 de nombreuses réceptions d'adieu à Londres : une invitation chez le premier ministre MacDonald le 8 août, honneur normalement réservé aux ambassadeurs sortants constitue le point culminant de ces adieux. Il reçoit ensuite plusieurs mois de congé, avant d'apprendre fin août qu'il n'a le choix qu'entre le poste de consul général à Singapour et une retraite temporaire. Mis à la retraite en automne 1933, Bernstorff espère encore pendant plusieurs mois recevoir des propositions de meilleurs postes diplomatiques, et revenir bientôt dans le service diplomatique, malgré ses réticences politiques. Ce n'est qu'en décembre qu'il reconnaît la situation : « Maintenant, les dés sont jetés. […] Le ministère des Affaires étrangères a bien trop peur pour m'offrir le moindre poste ».

## Sous le régime national-socialiste (1933-1945)
« La droiture intellectuelle est pour moi plus importante que de faire une carrière. Le national-socialisme s'attaque à tout ce pour quoi j'ai toujours pris parti : l'esprit, la tolérance, la compréhension et l'humanité. »
— Comte Albrecht von Bernstorff, 1933

### Une période d'incertitudes
Si Bernstorff ne s'était jamais senti bien à Berlin, avec la prise du pouvoir par les nazis la capitale lui apparaît comme un lieu d'exil intérieur, où il ne peut plus que « végéter », et non « exister ». Bien qu'il continue à entretenir ses nombreuses amitiés, il fuit la situation politique allemande essentiellement en voyageant à l'étranger. Début 1934, il revient en Grande-Bretagne pour y retrouver des connaissances et avoir des conversations sur la fondation Rhodes ; il se rend ensuite en Suisse chez son oncle Johann Heinrich, qui y a émigré, en adversaire comme lui du régime nazi. Mais pour Albrecht von Bernstorff, l'émigration ne semble pas être une alternative : il estime avoir des devoirs envers l'Allemagne, et avant tout envers son domaine de Stintenbourg.

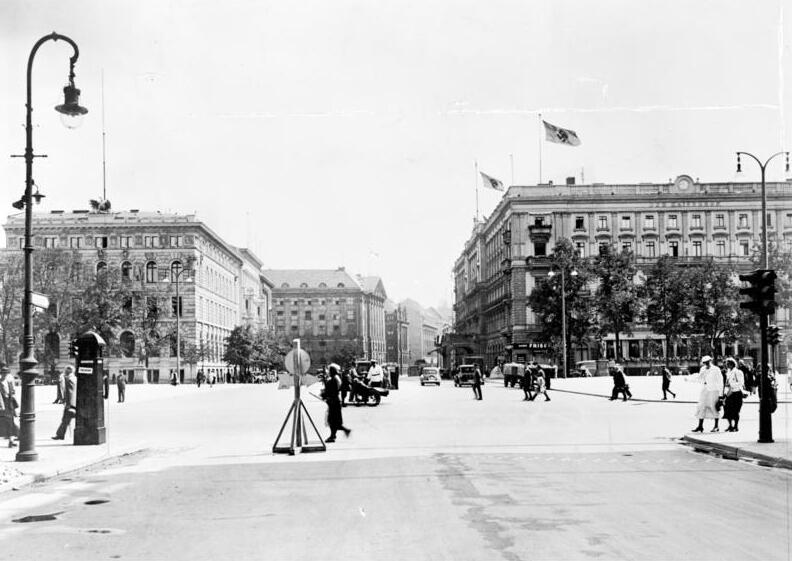
Vue de la Wilhelmplatz en 1937 avec l'hôtel Kaiserhof au fond.

Cette période d'incertitude ne se prolonge guère : le 1er mars 1934, il entre au service de la banque berlinoise traditionnelle A. E. Wassermann, dont le siège est situé au 7, Wilhelmplatz, juste à côté du ministère de l'Éducation du peuple et de la Propagande du Reich. Il doit son embauche à Joseph Hambuechen, un des associés de la banque, dont il a fait la connaissance à Londres en 1931. La banque privée A. E. Wassermann a, en 1937, un chiffre d'affaires de 13 millions de reichsmarks, soit une banque de petite taille. Avec des filiales à Berlin et Bamberg, elle est majoritairement la propriété de la famille juive Wassermann. Quand le directeur général Max von Wassermann décède en octobre 1934, et que son fils Georg lui succède, Bernstorff devient le 1er mai 1935 plénipotentiaire de la banque : il est le seul membre de la direction de la banque ne faisant pas partie de la famille, et perçoit un revenu confortable. Il pense fonder une filiale à Londres ou à Washington, filiale qu'il pourrait diriger.
Sa nouvelle fonction permet à Bernstorff de sortir de la situation précaire qu'il connaît depuis sa sortie du corps diplomatique, mais aussi d'aider ses amis juifs. Son entrée dans une banque appartenant à une famille juive peut être interprétée comme un acte d'opposition à l'idéologie raciale nazie, et implique donc des risques substantiels. Depuis l'arrivée des nazis au pouvoir, la banque Wassermann soutient la Société fiduciaire de Palestine, qui fournit des crédits avantageux pour les émigrants en Palestine, par le marché des devises. En outre, la société fiduciaire permet le transfert d'argent vers la Palestine, par l'achat et la revente de marchandises dans diverses devises. Avec l'homme politique centriste et diplomate Richard Kuenzer, Bernstorff soutient l'Aliyah Bet, et l'aide à sauver les capitaux juifs de leur saisie par le régime nazi.
À partir de 1937, la banque rencontre de sérieuses difficultés en raison de la politique d'aryanisation du régime nazi qui menace ses propriétaires juifs : la plupart des membres de la famille Wassermann quittent la direction et sont remplacés par des associés aryens. En juin 1938 la banque doit céder à la pression de la menace d'une aryanisation forcée : Bernstorff devient associé et se considère comme le garant de la société. Il se fait un devoir de la rendre à ses propriétaires légitimes après la fin de la domination nazie. Le départ des anciens associés lui donne beaucoup plus de responsabilité et de travail. Le 24 mars 1937, il demande sa retraite du corps diplomatique pour une période prolongée ; il effectue alors plus souvent des voyages d'affaires en Allemagne, régulièrement comme membre du conseil de surveillance d'autres firmes : AG für Medizinische Produkte (Berlin), Ausstellungshalle am Zoo AG (Berlin), Concordia-Lloyd AG für Bausparer und Grundkredit (Berlin), „Eintracht“ Braunkohlenwerke und Brikettfabrik (Welzow) et Rybniker Steinkohlen-Gesellschaft (Kattowitz).

### Résistance envers le régime
« […] et la misère sans nom des Juifs, dont des fournées sont emportées vers l'Est chaque nuit, hommes sans possession ni nom, auxquels on a tout pris. La bête va à toute allure. »
— Comte Albrecht von Bernstorff

#### Rejet ouvert
Si Bernstorff a déjà perçu avant 1933 le danger d'une prise du pouvoir par les nazis, dans les premières années du régime nazi, il compte sur un rapide effondrement de la dictature et croit en la possibilité d'un retour à court terme à la république, voire à une monarchie constitutionnelle : selon lui Guillaume de Prusse reçoit plus d'applaudissements que la « dictature des petits bourgeois ». Bernstorff trouve le dictateur ridicule, et se moque de lui dans des conversations et des lettres, ce qui le met en danger ; dans ses lettres, il surnomme systématiquement Adolf Hitler Aaron Hirsch. La nuit des Longs Couteaux éveille chez Bernstorff l'impression que la fin du régime va survenir immédiatement. Pour lui, les méthodes des nazis sont les mêmes que celles de la tchéka soviétique, et il fait confiance au peuple allemand pour ne pas tolérer longtemps un tel régime dans son propre pays.

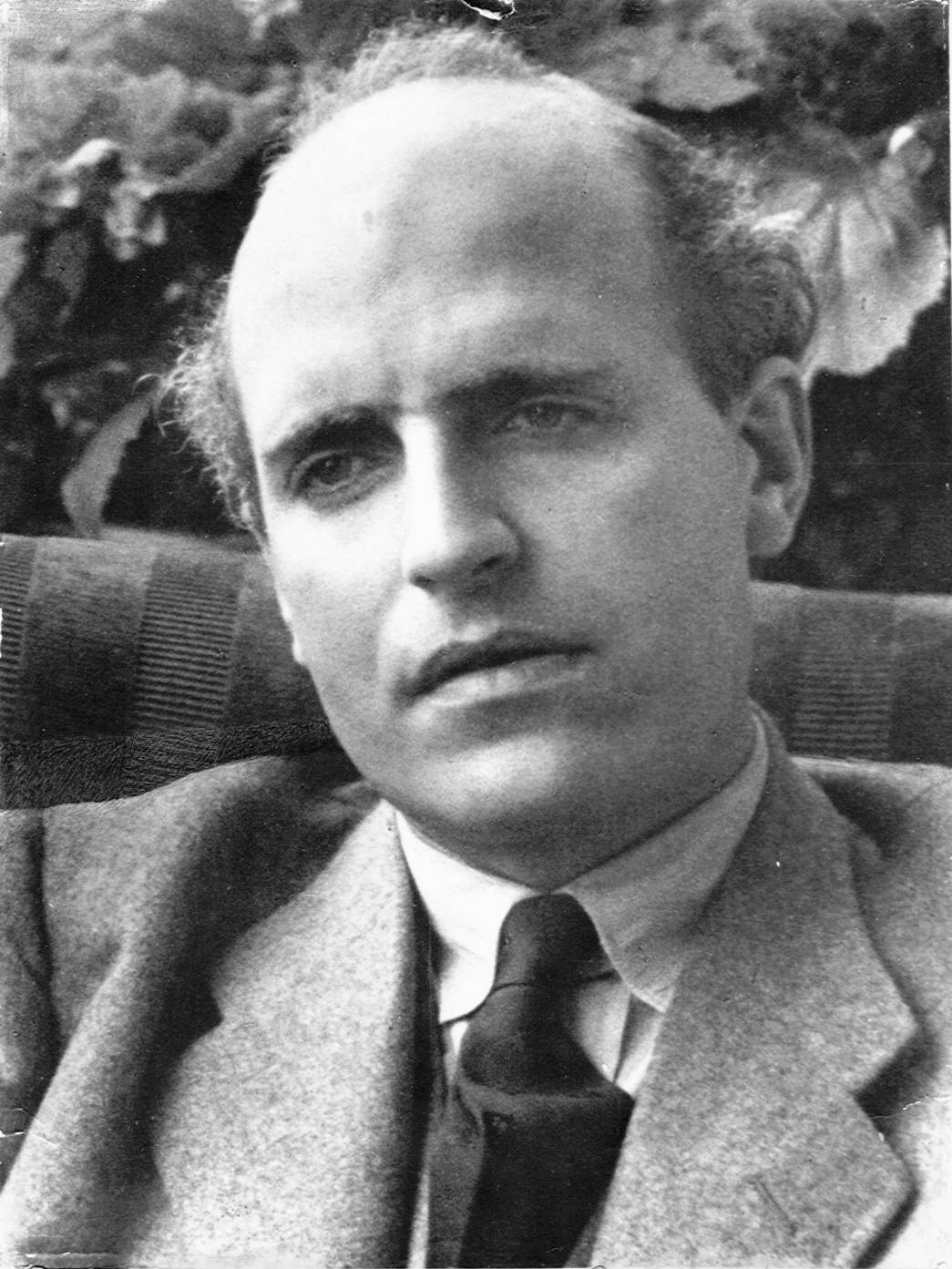
Adam von Trott zu Solz est le contact le plus important de Bernstorff avec la résistance active.

Mais plus la dictature nazie se renforce, plus le désarroi de Bernstorff grandit. Il voit le national-socialisme comme le « triomphe de l’homme médiocre », et ne voit guère de différence entre le nazisme et le communisme. Il est persuadé que la guerre ne va pas tarder à éclater. L'Anschluss, puis l'invasion de la Pologne le 1er septembre 1939 confirment ses craintes et son dégoût pour le dictateur. Dans son cercle d'amis, en Allemagne et en Grande-Bretagne, il raconte des plaisanteries sur les représentants éminents de la dictature : « Pourquoi Hitler renonce à toutes les femmes ? Parce qu'il attend Sainte-Hélène. – Une bombe éclate entre Hitler, Mussolini et Staline : qui survit ? L'Europe. »

#### Contacts avec des groupes de résistance
Bernstorff a de nombreux contacts avec des membres de la résistance allemande au nazisme, notamment par l'entremise de son ami Adam von Trott zu Solz, rencontré à Londres dans le cadre du comité Rhodes ; Trott est régulièrement son hôte et reçoit de Bernstorff des recommandations et des contacts utiles pour sa carrière, notamment pour obtenir une place de référendaire chez l'avocat Paul Leverkuehn. Bernstorff recherche également à établir des liens avec les journalistes critiques à l'égard des nazis, comme Paul Scheffer ou Friedrich Sieburg. Par l'intermédiaire de Trott, il entre en contact avec le cercle de Kreisau, et entretient des relations avec les critiques conservateurs de la guerre contre l'Union soviétique, réunis autour d'Ernst von Weizsäcker.
Depuis les années 1920, Bernstorff est l'hôte régulier du club SeSiSo et après l'accession des nazis au pouvoir, il prend part aux réunions du cercle Solf qui s'est formé autour de Hanna Solf, la veuve de l'ex-secrétaire d'État aux Affaires étrangères ; les participants se réunissent dans la maison des Solf dans l'Alsenstrasse à Berlin. Ils ont, chacun de leur côté, des contacts avec d'autres groupes de résistance et aident les victimes de poursuites. Si Trott ne participe qu'épisodiquement, Bernstorff appartient au noyau du cercle, qui compte parmi les groupes les plus importants de l'opposition libérale bourgeoise et aristocratique au nazisme, sans toutefois élaborer des plans de renversement du régime nazi. Au cercle Solf se rencontrent aussi de nombreux anciens collègues de Bernstorff au service diplomatique ; parmi les membres, on compte entre autres Richard Kuenzer, Arthur Zarden, la comtesse Maria von Maltzahn, Elisabeth von Thadden, Herbert Mumm von Schwarzenstein et Wilhelm Staehle. Les membres du cercle ne seront qu'indirectement concernés par les plans de coup d'État du 20 juillet 1944. Si Bernstorff recherche, par l’intermédiaire de Trott, un contact plus étroit avec le cercle de Kreisau, dont les idées progressistes l'intéressent, les qualités qui lui étaient utiles en tant que diplomate, ouverture, loquacité et amabilité, l'excluent d'une collaboration avec le cercle des conjurés du 20 juillet : Helmuth James von Moltke et Adam von Trott le considèrent en effet comme un risque pour la sécurité de la résistance. De ce fait, Bernstorff ne noue pas de liens directs avec le cercle de Kreisau ou celui du comte Claus von Stauffenberg.

#### Contacts à l'étranger
Bernstorff maintient ses nombreux liens avec l'étranger et essaie d'aider les Britanniques, les Américains, les Néerlandais, les Danois, les Suisses et les Français à se faire une idée réaliste de la situation en Allemagne. Il tente de faire publier un rapport sur les crimes des nazis dans l'Evening Standard, mais ses amis britanniques empêchent sa parution, par souci pour sa sécurité. Il prévient les Danois et les Néerlandais des attaques en préparation contre leur pays,. Avec Adam von Trott zu Solz, Bernstorff s'efforce aussi en vain de préserver le comité de sélection de la fondation Rhodes des interventions du pouvoir. Il maintient ses contacts avec l'ex-chancelier du Reich Joseph Wirth en exil à Lucerne, et assure le lien entre celui-ci et le cercle de Kreisau.

#### Soutien aux persécutés
Albrecht von Bernstorff aide activement des personnes poursuivies par le régime nazi par son activité à la banque Wassermann, mais aussi par des aides directes, comme le fait de cacher des amis juifs. Il soutient son ami de longue date Ernst Kantorowicz, qu'il accueille chez lui dès qu'il apprend que la nuit de Cristal est en préparation. Avec son aide, Kantorowicz réussit à quitter l’Allemagne pour l'Amérique en 1938. Il cache aussi dans son appartement de Berlin et à Stintenbourg Jona von Ustinov, sa femme Nadia et leur fils Peter ; il intervient dans la vente de la villa Liebermann, qui a appartenu à Max Liebermann, le beau-père de Kurt Riezler, qui a émigré. Il essaie enfin de procurer des passeports et des visas pour des juifs allemands qui veulent émigrer, sans succès pour Martha Liebermann qui se suicide avant d'être déportée au camp de concentration de Theresienstadt. L'ensemble des secours que Bernstorff a apportés aux persécutés par les nazis n'est encore que partiellement étudié, et ne se laisse donc que partiellement reconstituer.

### Première arrestation et internement au camp de Dachau

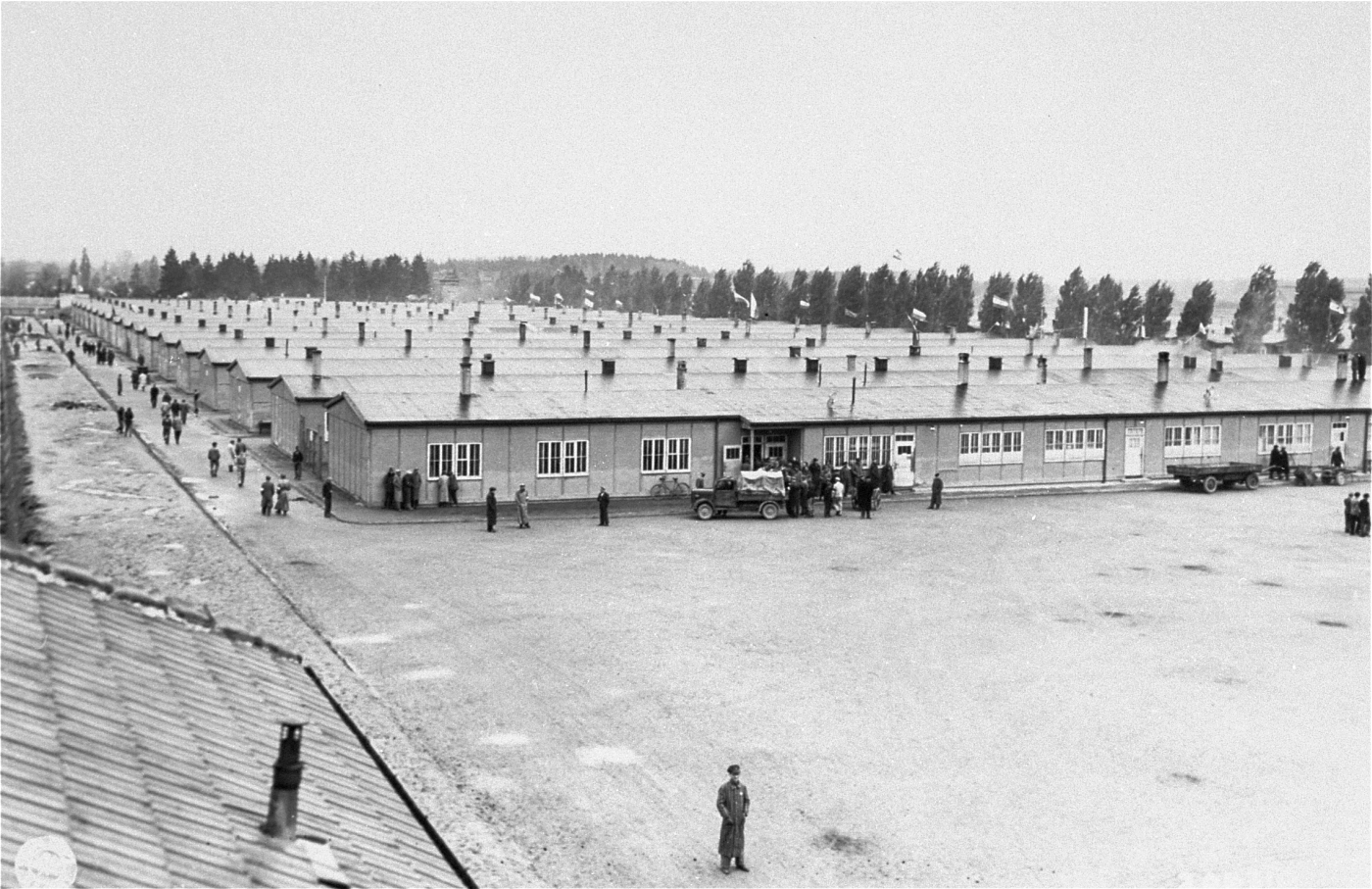
Baraquements du camp de Dachau.

Le 22 mai 1940 , Bernstorff revenu à Berlin d'un voyage en Suisse, où il a rencontré Joseph Wirth, est arrêté à son domicile par la Gestapo. Après un passage à la prison de la Prinz-Albrecht-Straße, il est transféré le 1er juin au camp de concentration de Dachau. Les motifs de son arrestation restent peu clairs : ses nombreux contacts à l'étranger, qui peuvent être considérés comme des trahisons, et ses prises de position publiques à Berlin donnent aux nazis suffisamment de motifs de soupçons. On ne peut en outre écarter l'hypothèse que Bernstorff ait été la victime d'une intrigue au sujet de l'héritage familial, et qu'il ait été dénoncé par sa belle-sœur, la comtesse Ingeborg von Bernstorff, qui disposait de contacts étroits avec les nazis. Mais il ne s'agit là que d'une hypothèse insuffisamment étayée. Les causes réelles de son incarcération ne peuvent finalement être étudiées sérieusement en raison du mauvais état des sources. Il ne fait toutefois pas de doute que Bernstorff est victime des nazis, notamment en raison de ses vues critiques à l'égard du régime.
Dès son incarcération, les sœurs de Bernstorff et la comtesse Reventlow s'efforcent de le faire libérer et prennent, sans succès, un avocat. Un ami de Bernstorff, Hans-Detlof von Winterfeldt, confie l'affaire à l'avocat Carl Langbehn, qui négocie à deux reprises avec de hauts dirigeants de la SS, Himmler, Heydrich et Karl Wolff. Le 27 septembre 1940, Bernstorff est finalement libéré de Dachau, et le 1er octobre un nouvel accord d'héritage est conclu.
Après sa libération, malgré les changements physiques et moraux que lui avait causés sa détention, Bernstorff reprend immédiatement son activité à la banque Wasserman. Ses voyages à l'étranger ne sont désormais possibles qu'avec des autorisations exceptionnelles, car il a dû rendre son passeport : de sa libération à son assassinat, il ne se rendra que deux fois en Suisse. Il confie à des connaissances des lettres à remettre à ses amis à l'étranger, et reçoit des informations par la même voie ; ces liens vers l'étranger convergent vers le cercle Solf. Il rencontre à nouveau Adam von Trott, qui lui fait part de l'avancement des plans d'un attentat contre Hitler. Le cercle Solf dispose, via Richard Kuenzer, de contacts avec Carl Friedrich Goerdeler, chancelier potentiel si le coup d'État réussit. Bien que Bernstorff doive être plus prudent, car il est surveillé par la Gestapo, il continue à rencontrer certains des conspirateurs du 20 juillet : il voit régulièrement le diplomate Ulrich von Hassell, Otto Kiep, collaborateur de Wilhelm Canaris et Rudolf von Scheliha ; il poursuit aussi, autant que possible, son aide humanitaire aux persécutés.

### Nouvelle incarcération et assassinat
Quand Bernstorff revient en juillet 1943 d'un voyage en Suisse, la Gestapo l’arrête le 30 juillet 1943 et l'emmène comme trois ans auparavant dans la prison de la Prinz-Albrecht-Straße, les motifs précis de cette arrestation étant incertains. Elle serait la conséquence d'aveux obtenus sous la torture du prêtre catholique Max Josef Metzger, arrêté en essayant de transmettre un mémorandum pacifiste à l'archevêque d'Uppsala en Suède, et qui pendant son interrogatoire aurait lourdement chargé un membre du cercle Solf, Richard Kuenzer. L'arrestation de ce dernier a eu lieu le 5 juillet 1943, celle de Bernstorff 25 jours plus tard. L'arrestation de Bernstorff peut également être la conséquence d'enquêtes sur plusieurs collaborateurs de l'Abwehr, comme Hans von Dohnányi, ou sur les activités de Carl Langbehn. Elle peut aussi découler de l'attention croissante portée par la Gestapo au cercle Solf. Dans l'acte d'accusation ultérieur, il va lui être fait grief de son appartenance au cercle Solf et des propos contre l'État nazi qu'il y aurait prononcés.
Le 10 septembre 1943, bien après l'arrestation de Bernstorff, le cercle de thé d'Hanna Solf est dissous à la suite de la dénonciation de l'espion de la Gestapo Paul Reckzeh. Cette chronologie rend peu crédible l'hypothèse d'une dénonciation de Bernstorff par Reckzeh.
Ce n'est qu'en septembre 1944 que se termine l'interrogatoire des six accusés : Hanna Solf, Richard Kuenzer, Albrecht von Bernstorff, Friedrich Erxleben, la comtesse Lagi Ballestrem et Maximilian von Hagen ; l'enquête est menée par Herbert Lange, qui essaie de tirer des informations sur la résistance active à partir des interrogatoires. Bernstorff et Kuenzer ne mettent en cause que des personnes déjà incarcérées ou déjà mortes : Wilhelm Staehle, Otto Kiep, Nikolaus von Halem, Herbert Mumm von Schwarzenstein, Arthur Zarden, ainsi que leurs coaccusés. Le 15 novembre 1944, Bernstorff et les autres accusés sont traduits devant le Volksgerichtshof, au motif d'atteinte au moral des troupes, d'intelligence avec l'ennemi et de haute trahison. Dans l’acte d'accusation, seules 21 lignes concernent Bernstorff. Tandis que des incriminations concrètes sont formulées contre les autres inculpés, les reproches contre Bernstorff restent généraux. Le président du tribunal Roland Freisler fixe le procès au 19 janvier 1945, puis le reporte au 8 février. En raison des bombardements alliés, qui coûtent notamment la vie à Freisler le 3 février 1945, le procès n'aura finalement pas lieu.

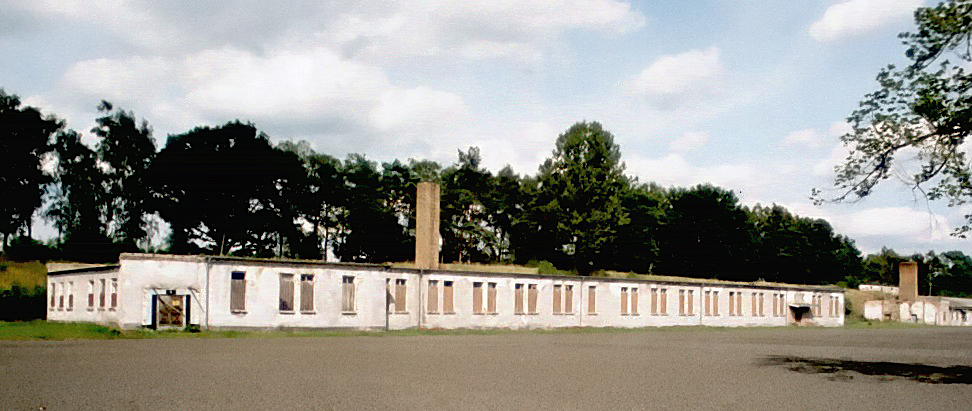
Du 7 février 1944- au 19 octobre 1944, Bernstorff est détenu au camp de Ravensbrück.

De son arrestation en 1943 à son assassinat en 1945, Bernstorff est incarcéré pendant presque deux ans dans les prisons et camps nazis, dans des conditions indignes. Le 7 février, il est incarcéré avec le comte Helmuth James von Moltke, le chef du cercle de Kreisau, Otto Kiep et Hilger van Scherpenberg au camp de concenrtation de Ravensbrück, où ils sont placés dans un département spécial pour détenus politiques importants. Dans la cellule à côté de celle de Bernstorff, se trouve Marie-Louise Sarre du cercle Solf ; en-dessous de la cellule de Sarre, se trouve celle d'Isa Vermehren. Bien que les conditions de détention paraissent tout d'abord meilleures qu'à la Prinz-Albrecht-Straße, commence alors la période la plus cruelle de la vie de Bernstorff : pendant les interrogatoires, les nazis le torturent, ce qui affaiblit considérablement son corps, et le rend sensible aux maladies. Il tombe en dépression et ne se maintient psychiquement qu'avec le fantasme d'organiser une grande fête à Stintenbourg quand tout sera fini. Isa Vermehren raconte après la guerre que Bernstorff a été spécialement maltraité en raison de son intelligence d'une part, et de sa sensibilité aux violences d'autre part.
Le 19 octobre 1944, les nazis déplacent Bernstorff et Lagi Ballestrem dans la prison de la Lehrter Strasse à Berlin, où sont détenus de nombreux membres du complot du 20 juillet 1944, pour attendre leur jugement par le Volksgerichtshof. Bernstorff lutte désespérément pour sa vie : il prie sa sœur de faire une contribution sur sa fortune pour le groupe local du parti nazi et demande à son partenaire d'affaires Joachim von Heinz de tenter de corrompre Herbert Lange. Ses sœurs essaient une nouvelle fois d'influencer sa belle-sœur, la comtesse Ingeborg von Bernstorff, pour qu'elle intervienne. À partir de décembre 1944, le froid glacial rend les conditions de détention inhumaines et Bernstorff se prépare à une mort imminente : il rédige des indications détaillées pour son exécuteur testamentaire. Outre le froid, qui entraîne chez Bernstorff de forts rhumatismes et des maladies, les prisonniers craignent aussi les bombardements alliés, auxquels ils sont soumis sans aucune protection. Quand, le 21 avril 1945, des prisonniers sont libérés, les amis et parents de Bernstorff espèrent qu'il pourra bientôt sortir libre.

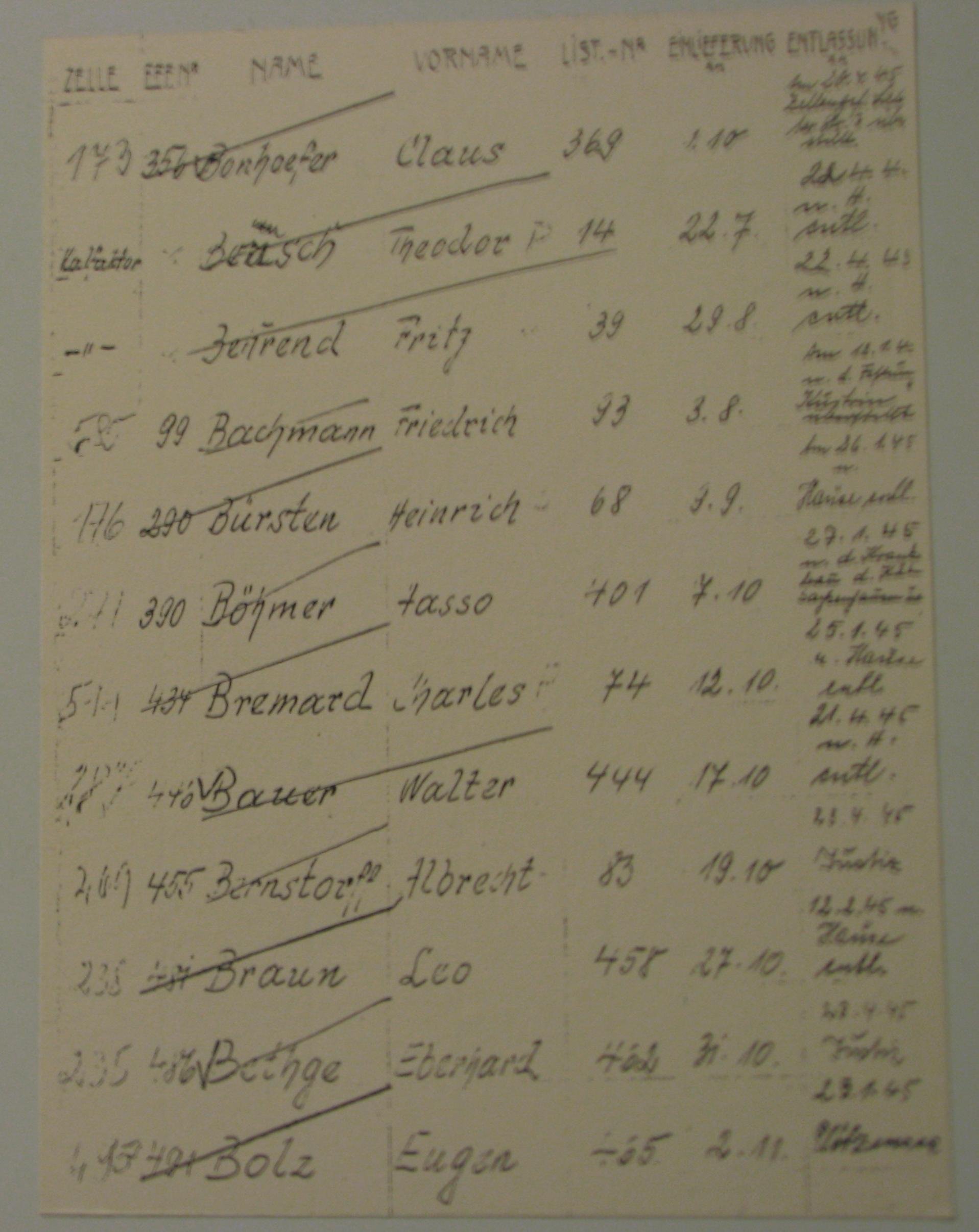
Extrait du livre d'écrou de la prison de la Lehrter Strasse.

Dans la nuit du 22 avril, un détachement de SS arrive à la prison, et emmène 16 prisonniers de la cave où ils étaient parqués pour les abriter des bombardements. Les détenus sont conduits à proximité vers un pâté de maisons en ruines, où ils sont abattus sommairement sans avoir été jugés. Parmi les victimes, on compte Richard Kuenzer et Wilhelm Staehle, Klaus Bonhoeffer, Rüdiger Schleicher, Friedrich Justus Perels et Hans John. Les autres prisonniers prennent des tours de garde pour surveiller l’arrivée des Soviétiques, dont Bernstorff, le matin du 23 avril entre 8 h et 10 h. Comme le front s'approche de plus en plus de la prison, la Gestapo ferme officiellement le livre d'écrou le 23 avril, et remet les détenus à la justice. Les prisonniers regagnent alors leurs cellules, mais après plusieurs tirs de l’Armée rouge, ils sont reconduits à la cave. Dans la nuit du 23 au 24 avril, un commando spécial du RSHA arrive sur les lieux, et emmène Schneppenhorst, Guttenberg et Bernstorff,. Après cela, ils n'ont jamais été revus en vie, vraisemblablement assassinés sur ordre de Himmler par des membres de la SS au sud de la prison, dans le voisinage de la Lehrter Strasse.
Les autres détenus de la prison de la Lehrter Straße sont libérés le lendemain 25 avril vers 18 heures.

## Postérité
En Allemagne de l'Ouest (RFA), la vie et l’œuvre d'Albrecht von Bernstorff sont mises à l'honneur peu après la chute du régime nazi. Dès 1952, la comtesse Elly Reventlow édite un in memoriam intitulé « En mémoire d'Albrecht Bernstorff » suivi, en 1962, par le livre de Kurt von Stutterheim, La Majesté de la conscience. In memoriam Albrecht Bernstorff, préfacé par Theodor Heuss.
Le domaine de Stintenbourg, sur une île du lac Schaal, qui était administré par les fonctionnaires nazis depuis la deuxième arrestation de Bernstorff, se trouve après-guerre à la frontière des zones d'occupation ; à la suite de l'accord Barber-Liachtchenko du 13 novembre 1945, il se retrouve dans la zone d'occupation soviétique, puis sur le territoire de la République démocratique allemande (RDA), où l'œuvre de Bernstorff, noble, libéral et démocrate résistant contre Hitler ne correspond pas à la doctrine antifasciste du régime, et reste donc largement méconnue. La famille Bernstorff vit en Allemagne de l'Ouest, coupée de son ancienne propriété de Stintenbourg ; après le tournant politique en Allemagne de l'Est, le domaine de Stintenbourg retourne à la famille Bernstorff. En 1989 s'ouvre le Mémorial de la Résistance allemande, où Bernstorff est honoré dans le Bendlerblock. En 1992, une manifestation de souvenir en l'honneur d'Albrecht von Bernstorff se tient à l'ambassade d'Allemagne à Londres. L'ambassadeur d'Allemagne Hermann Freiherr von Richthofen, ainsi que des représentants de l'Institut d'histoire allemande de Londres et de l'université d'Erlangen honorent dans leurs discours les services rendus par Bernstorff en faveur des relations anglo-allemandes. Leurs discours sont publiés après le 50e anniversaire du décès de la mort de Bernstorff.

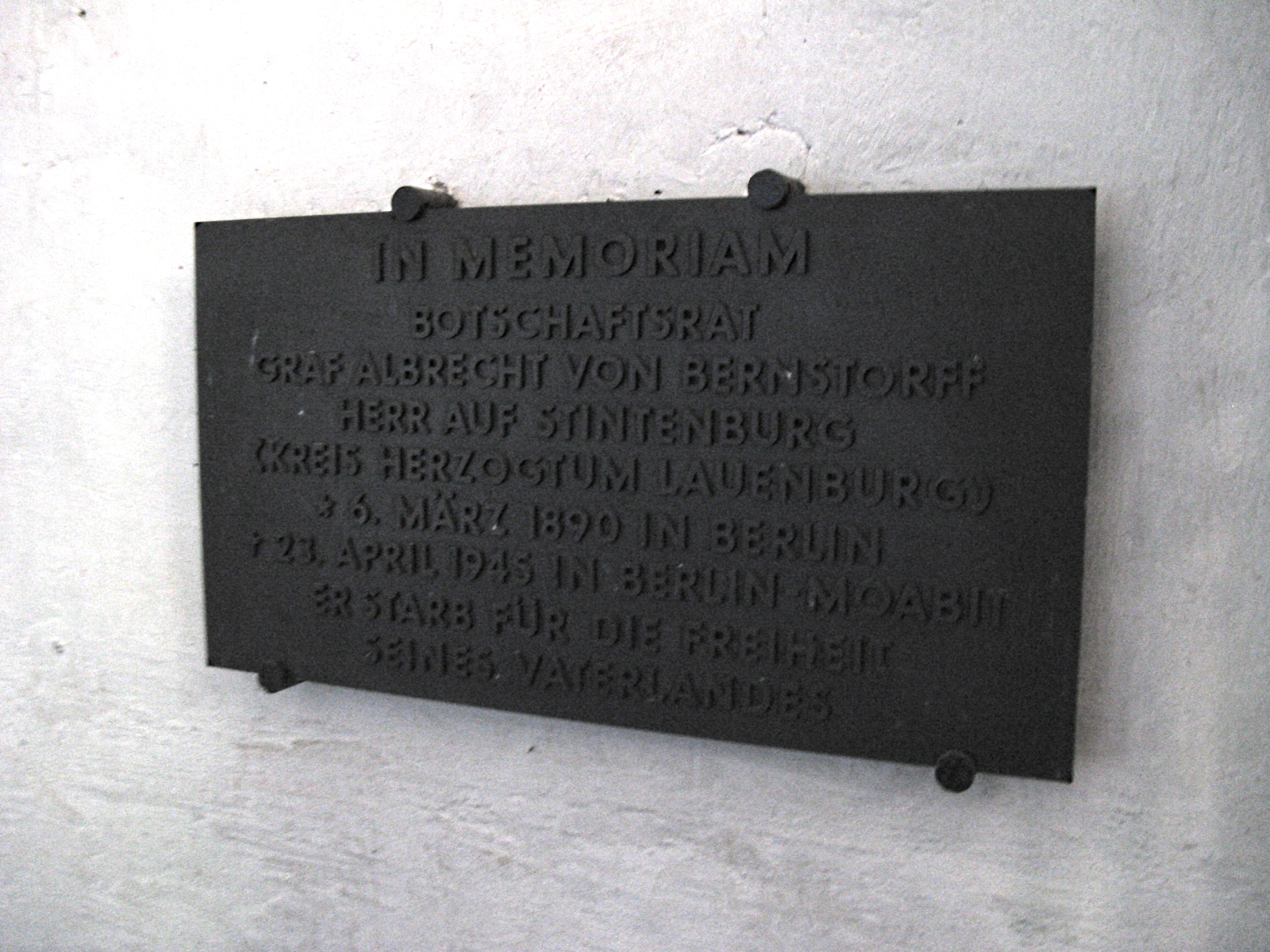
Stèle commémorative d'Albrecht von Bernstorff dans l'église St. Abundus de Lassahn, paroisse des Bernstorff, dédiée par le banquier Eric M. Warburg.

Parue en 1996, la thèse de Knut Hansen, Le Comte Albrecht von Bernstorff : diplomate et banquier entre l'empire et le nazisme, constitue la première biographie de Bernstorff. En 2000, le ministère des Affaires étrangères de la république fédérale fait ériger une stèle à la mémoire des agents du service diplomatique qui ont laissé leur vie dans la lutte contre le nazisme, stèle sur laquelle figure le nom d'Albrecht von Bernstorff, qui se voit ainsi honoré. À la suite du 50e anniversaire de l’assassinat de Bernstorff, une croix commémorative en son honneur est érigée devant la propriété de Stintenbourg, la comtesse Marion von Dönhoff assistant à la cérémonie de dépôt de couronnes de fleurs par le ministère des Affaires étrangères et par le premier ministre du Land de Mecklembourg-Poméranie-Occidentale.
En 2004, à l'occasion du 60e anniversaire de l'attentat du 20 juillet 1944 et dans le cadre du festival annuel de musique de Mecklembourg-Poméranie-Occidentale, une exposition qui évoque notamment le souvenir d'Albrecht von Bernstorff est organisée à Stintenbourg ; un concert mémorial a également lieu dans l'église paroissiale de la famille.
Malgré les nombreux honneurs et une reconnaissance générale pour l'œuvre de sa vie, jusqu'en 1963, aucune rue, place ou école ne porte le nom de Bernstorff. Cet oubli est réparé depuis : en 2012, cinq rues Bernstorff existent en Allemagne, notamment à Berlin et Hambourg.